# Fate/kaleid liner プリズマ☆イリヤ
『Fate/kaleid liner プリズマ☆イリヤ』（フェイト カレイドライナー プリズマイリヤ）は、『Fate/stay night』（TYPE-MOON）を原作としたひろやまひろしによる日本の漫画作品。
登場人物の設定は原作と異なるが、本質的な性格はほぼ同一で、平行世界の物語という設定。本項では、続編『Fate/kaleid liner プリズマ☆イリヤ ツヴァイ！』（フェイト カレイドライナー プリズマイリヤ ツヴァイ）・『Fate/kaleid liner プリズマ☆イリヤ ドライ!!』（フェイト カレイドライナー プリズマイリヤ ドライ）も含めて解説する（以下それぞれ『ツヴァイ』『ドライ』と記載）。

## 概要
『月刊コンプエース』2007年11月号から連載開始。TYPE-MOONのビジュアルノベルゲーム『Fate/stay night』からのスピンアウト漫画作品である。基本的な設定は原作に準じているが、『Character material』に掲載された『アインツさん家のイリヤさん。』の要素も見られ、魔術理論や主人公たちの個人史などに関してはひろやまによる独自設定の色が濃く、『ツヴァイ』第4巻あとがきでは「（本作の設定は）原作にはフィードバックされない」ので「（原作との設定の相違に関しては）絶対にツッこむな」と述べられている。
第1話の雑誌掲載時には原作者である武内崇や奈須きのこからコメントが寄せられ、ひろやまが2006年に発売された同人誌『少年フェイト』に寄稿した『ハッピーガンド』 を連載する予定だったことや、この漫画は「イリヤルート のヘンな進化形」であることなどが語られている。
『月刊コンプエース』2009年1月号で連載は終了し、単行本第2巻（最終巻）収録のエピローグで物語は完結した。しかし、連載終了後に発刊された『TYPE-MOONエース』Vol.2に外伝が掲載されると共に続編の構想がほのめかされ、『月刊コンプエース』2009年6月号から続編にあたる『Fate/kaleid liner プリズマ☆イリヤ ツヴァイ！』を連載開始。さらに『ツヴァイ』の終了後は、そのまま第3部にあたる『ドライ』が連載開始された。
2012年7月8日にパシフィコ横浜で開催された『TYPE-MOON Fes.』にてテレビアニメ化が発表され、2013年7月から9月にかけて放送された。その後も2014年に第2期、2015年に第3期、2016年に第4期が放送された（詳しくは#テレビアニメの節を参照）。
また、6月26日には『Fate/kaleid liner イリヤと凛のプリズマナイト！』としてインターネットラジオに、2014年7月31日にニンテンドー3DS用ゲームソフトが発売された。その他、8月1日にはノベライズ版が伊藤ヒロ の手によって角川スニーカー文庫より発刊された。
『月刊コンプエース』2010年5月号におけるコラボレーション企画では、同じく魔法少女物の『魔法少女リリカルなのは』と競演した。この時の特別編は『ツヴァイ』単行本第2巻に収録されている。

## あらすじ

### プリズマ☆イリヤ
冬木市の穂群原学園小等部に通う女の子イリヤスフィール・フォン・アインツベルンは、ある夜飛来してきたカレイドステッキの人工天然精霊・マジカルルビーによって強制的に契約を結ばれ、魔法少女プリズマイリヤになる。そして本来のカレイドステッキの持ち主の魔術師・遠坂凛に命令され、冬木に眠る強力な力を持つクラスカードの回収の手伝いをすることになる。
そんな中、凛の相方である魔術師ルヴィアゼリッタ・エーデルフェルトが、もう一つのカレイドステッキ・マジカルサファイアと契約した謎の少女・美遊を引き連れてイリヤの前に姿を現す。クラスカードには英霊を実体化させるという能力が施されていた。イリヤと美遊は魔法少女として英霊たちと戦って勝利しなければならない。当初はぎくしゃくしていたイリヤと美遊だったが、肩を並べて戦ううちに友情が芽生える。
ある時、イリヤが命の危機にさらされた時、彼女に施されていた封印が解けて強力な魔力を放出するという事件が発生する。イリヤは自分の正体不明の力に恐れ戦き、カード回収の任務を放棄してしまう。美遊はイリヤの心情を察し、単身最後のカード回収に挑む。しかし思わぬ苦戦を強いられ絶体絶命となるが、母アイリスフィール・フォン・アインツベルンに諭されたイリヤが再び戦場に舞い戻り、美遊と協力して遂にカード回収任務を達成した。

### プリズマ☆イリヤ ツヴァイ！
クラスカード回収の後、冬木での修養と管理を命じられていた凛とルヴィアゼリッタは、イリヤと美遊を連れてその任務に赴く。しかしそこで謎のアクシデントが発生し、そこでイリヤと瓜二つの少女が出現してしまう。少女はイリヤの命を狙うが、凛たちは少女の無力化に成功し、少女はクロという名をつけられる。クロはイリヤスフィールや美遊の通うクラスに転入を果たすが、やがてイリヤはクロと決裂し、一触即発の事態になる。その後、アイリスフィールがイリヤとクロの生い立ちについて説明する。自らがイリヤの内から破棄された存在と知り自棄になるクロだったがイリヤによって救われ、クロはアインツベルン家の一員として迎えられることになる。
凛たちを冬木に派遣したイギリスの時計塔から、クラスカード回収の前任者であるバゼット・フラガ・マクレミッツが来日する。バゼットは任務へ復帰するためにエーデルフェルト邸を襲撃し、圧倒的な力でイリヤたちをねじ伏せる。だがイリヤたちはバゼットに一矢報い、やがて凛の到着によって戦いは中断される。凛は存在しないはずの8枚目のカードがある事を明らかにしたのだった。バゼットはイリヤたちと停戦し、彼女たちは共同で8枚目のカード回収に赴く。しかし8枚目のカードの英霊・ギルガメッシュは強力無比で、イリヤたちが合力しても歯が立たない。ギルガメッシュは聖杯を求めて暴走し、美遊を捕縛する。美遊は並行世界で聖杯として生まれた少女だったのである。なお圧倒的な力を振るうギルガメッシュだったが、イリヤはルビー・サファイアの二つのステッキを駆使してギルガメッシュとぶつかり、勝利を収めた。
しかしその直後、戦いの余波で破れた時空の狭間から謎の女性二人が舞い降り、美遊を攫って立ち去ってしまう。遅れて戦地へとやってきたアイリスフィールが目にしたものは、戦いの痕跡などまるで残っていないただの森であった。

### プリズマ☆イリヤ ドライ!!
ギルガメッシュとの戦いの後、イリヤが目覚めたのは街の中央に巨大なクレーターがある平行世界の冬木市であった。美遊を助け出すため、イリヤは街で出会った謎の少女田中と、ギルガメッシュが受肉した少年ギルと共に美遊を連れ去ったエインズワース家に侵入する。そこで美遊の兄と出会ったイリヤは彼から美遊の救出を託された。それを阻むのはエインズワース家のドールズアンジェリカとベアトリスであった。彼女達に対して、イリヤもまたルビーとクラスカードの力を使って対抗するが、2人の圧倒的な力を前になすすべもなく、クロとバゼットの力をかり、何とか撤退に成功する。
撤退したイリヤ達はとある学校を拠点としていた。そこにエリカと名乗る少女とその父親が現れる。その父親こそエインズワース家当主ダリウス・エインズワースだった。慌てて迎撃しようとするイリヤ達だったが、ダリウスの使う謎の宝具によってなすすべなく敗北してしまう。それを救ったのは田中の謎の力だった。田中の正体を悟ったダリウスは第六次聖杯戦争の開幕を宣言して去っていった。
その翌日、エリカの独断によりイリヤが攫われてしまい、意識をぬいぐるみの中に入れられてしまった。エインズワース家に潜伏していたサファイアと協力して何とか体を取り戻したイリヤであったが、そこで彼女は衝撃の事実を知らされる。それはこの平行世界が滅びの危機に瀕していること、そしてエインズワースの目的は美遊の力を使い、その滅びから人類を救うということだった。世界と美遊、どちらを救うか悩むイリヤの前に現れたクロは、迷うことなく美遊を救うことを選択する。しかし、その選択に納得できないイリヤは世界と美遊、両方を救うことを決意する。
そして、遂に美遊を救い出し、ダリウスに一矢報いることに成功するが、そこで彼の正体がダリウスの息子ジュリアン・エインズワースであることが明かされた。彼は謎の黒い箱から大量の黒化英霊を呼び出し、美遊を取り返そうとする。そこに現れたのは美遊の兄、平行世界の衛宮士郎であった。クロと協力し、アンジェリカを撃破した士郎はジュリアンに刃を向ける。しかし、突如現れた黒い鎧を纏った謎の女により士郎は切り裂かれてしまう。
無尽蔵に湧く黒化英霊によりイリヤたちは徐々に追い詰められていく、それでもなお希望を捨てないイリヤの前に、黒化英霊の泥を打ち消す力を持つ剣が現れた。剣の力により、何とか泥を打ち消すことに成功し、ジュリアンたちは撤退していき、士郎も何とか助かった。そしてイリヤ達は衛宮邸でこの世界での士郎と美遊の過去を知ることになる。
遡ること5年9ヶ月前、士郎とその父衛宮切嗣は人類救済の方法を求めて旅をしていた。旅の中、冬木を訪れた2人が見たものは街を飲み込む謎の闇と、その闇を消し去った少女朔月美遊であった。彼女こそ自分達の探し求めていた存在であることを確信した切嗣は彼女を連れていく。しかし士郎は世界のためとはいえ、1人の少女を犠牲にするという方法に疑問を感じていた。それから5年後、切嗣は病で亡くなり、士郎の傍には偽名を名乗り生徒会長をしていたジュリアン、弓道部の後輩間桐桜、そして屋敷から出さないまま知識だけを蓄えた美遊の姿があった。美遊の願いを叶えるために彼女を屋敷から出した士郎であったが、それを待っていたジュリアンによって美遊は連れ去られてしまう。士郎は自身を助けた聖堂教会の神父言峰綺礼からエインズワース家とこの街で起きた聖杯戦争のことを教えられた。もう一度美遊とジュリアンに会おうとするが、エインズワースの結界に阻まれ、会うことすらできなかった。そして進展のないまま1ヶ月が経過したある日、桜が衛宮邸に訪れた。実は間桐家は聖杯戦争を始めた御三家のうちの1つで、彼女もまた聖杯戦争の参加者であった。桜は士郎のために自らのカードを渡そうとするが、そこに桜の兄が現れた。彼によって桜は殺され、士郎もなぶり殺しにされかけた時、士郎は桜が残したカードで夢幻召喚を行う。それは赤い外套を纏った弓兵であった。
夢幻召喚した力で桜の兄を倒した士郎は、エインズワースが死人の意識を人形に置換して使役していることを知る。士郎に力を貸した英霊、その名は英霊エミヤ、どこかの未来、どこかの世界で正義の味方であることを選び続けた衛宮士郎であった。英霊エミヤの力を用いて6人の敵を倒した士郎は遂に美遊に再会する。士郎が願ったのは美遊の幸せ。その願いが叶えられようとしている中、ギルガメッシュのカードを持つアンジェリカが最後の敵として立ちはだかる。士郎は固有結界無限の剣製を展開して対抗する。戦いの中、美遊はこの平行世界から消え、イリヤ達の世界へと移動する。かくして平行世界の冬木での第五次聖杯戦争は幕を閉じ、イリヤ達の物語へと繋がった。士郎の話を聞き終えた後、イリヤは自分達の話を士郎に話す。その後、イリヤはアンジェリカからあることを聞かされる。それはアンジェリカがジュリアンの姉の人格を置換された人形であり、感情の9割を失っているということ、そしてエインズワースの後継者はすべてダリウスへと置換されるということであり、最後にアンジェリカはイリヤにジュリアンの救済を求めた。
その翌日、家を飛び出した田中を追ったイリヤはエリカと再会し、彼女の望みが自分の死であることを知る。アンジェリカからエリカや黒い箱の正体を聞き出そうとするが、アンジェリカにはプロテクトがかかっており、それらについて教えることができなかった。しかし、凛達はこれまで手に入れた情報からある仮説を立てた。それはエインズワースの目的は聖杯ではなく、願いを叶えうる宝具を持つ英霊のカードを作り出すこと、そしてそのカードがパンドラであることというものだった。しかし、改めてパンドラの神話を調べた結果、ある衝撃の事実にたどり着く。それはこの世界はパンドラが箱を開かなかった世界というものだった。さらに翌日、イリヤ達が見たものはクレーターと同サイズまで巨大化した黒い箱とその前に立ちはだかるエインズワース家であった。イリヤとバゼットがベアトリス、クロと美遊が桜と対峙する中、イリヤはバーサーカー、ライダーのカードを用いて、ベアトリスに立ち向かう。

## 登場キャラクター

### 主要人物
イリヤスフィール・フォン・アインツベルン（Illyasviel von Einzbern）
声 - 門脇舞以
本作の主人公。愛称はイリヤ。誕生日は美遊、クロと同じ7月20日生まれ。
原作の設定とは違い、冬木に住むごく普通の女の子として生活している。ある日、凛の元から逃げ出してきたカレイドステッキに見定められ、口車に乗せられるまま強制的に魔法少女にされる。現マジカルルビーのマスターにして、凛の奴隷（サーヴァント。現在は契約を解消している。また、アニメ版では契約はそもそも存在しなくサーヴァントになっていない）。マジカルルビーの力により、魔法少女カレイドルビー・プリズマイリヤに変身する。日ごろから魔法少女モノのアニメDVDを見る等魔法少女の願望はあったので、それなりに楽しんでるようだが、力加減を間違えてトラブルを起こすこともしばしば。「魔法少女は飛ぶもの」という思い込みにより、本来困難な飛行魔法をあっさり習得した。好きな人は士郎。穂群原学園小等部、5年1組に在籍。50m走なら男子に負けないほど足が速いが美遊には負ける。
人物設定は原作と比較すると、士郎に対する愛情表現を恥ずかしがったり、事件に巻き込まれたことを嘆く等、普通の少女らしい性格になっている。特にメンタル面が幼いためによく事態に振り回されて混乱する。また混乱が臨界点を超えると、ほぼ確実に「逃げ」の一手を打つ。この点において凛からは「逃げ足だけは一流」、クロからは「悪いクセ」だと指摘されている。実はアニメやメイドをはじめ、サブカルチャーの類に興味が深いマニアックな趣味を持つ少女。
直感と、幸運のランクが高く、突発的な事故によって致命傷に陥ることはまず無いが、どうしようもない危機に面した時、封印されている魔力が開放される。その間は危機を乗り切るための方法を、自分が本来知りえない手段であろうとも理解でき、膨大な魔力によって強引に結果へと導く能力も発揮することができる。これは実は彼女に封印されていたクロによるもので、彼女らが分離した後は起こっていない。この設定は本編でも言及されている。なお、分離後の魔力は1/3程度まで落ち込んでいる。ジュリアン戦後、クロに魔術回路破壊されど復活するダリウスに苦戦、美遊を殺害され聖杯を手に入れたことによる新世界の再構築に巻き込まれてしまうも、間一髪で子ギルと田中さんに助け出される。世界は文明も陸地もない滅亡寸前状態にされたが、イリヤがまだ諦めない意志を示すと子ギルは曰く未来を変えることはできないが過去なら世界を救えるかもしれないとし、マジカルルビーの持つ無限の魔力供給と子ギルの持つ千里眼と自身の持つ星の端末としての力を合わせる事で時間遡行の旅に出発した。旅でパンドラの記憶を探し巡るなかで、オリジナルのダリウスに邂逅、謎の小箱を譲られた。オリジナルのダリウスの想いに触れたイリヤは生まれたばかり6千年前のパンドラに会いに行くことを決断。6千年前のパンドラに会い、オリジナルのダリウスからの小箱を渡した。しかし西暦以降遡行している影響で精神体になっているためイリヤとしての存在が消滅している。カレイドルビーのデザインイメージは「鳥」。時間遡行の精神体はクリオネ。
美遊・エーデルフェルト（みゆ・エーデルフェルト / Miyu Edelfelt）
声 - 名塚佳織
サファイアが見つけてきたもう一人の魔法少女・カレイドサファイア。原作（Fate/stay night）には登場しないオリジナルキャラ。
イリヤのクラスに転校生として現れる。クールな性格で他人とあまり関わりたがらない。学力・美術力・料理・運動神経全てが卓越している。だが、「人間は飛行できない」という常識に縛られて空が飛べない等、理に勝って非に落ちる欠点もある。その後も飛行魔法は習得できず、宙を跳躍して移動する。また人に頼らず自分の力だけで現状を打破しようとする傾向がある。
身寄りの無い所をルヴィアに拾われた（自ら売り込んだ）経緯があり、普段はイリヤ邸の向かいの豪邸でルヴィアのメイドとして生活している。実生活ではルヴィアの妹ということになっているらしい。今まで友達がおらず、イリヤが初めての友達となる。全てのクラスカードを回収した後はイリヤにべったりとくっつくようになり、その過剰なまでの愛着に、イリヤ自身も戸惑う描写が多々見られる。一方でイリヤ以外のクラスメートたちは友人というカテゴリに入っていなかったが、後に運動会等を通じて打ち解けてきている。
本来の名は朔月 美遊（さかつき みゆ）。その正体は並行世界の冬木で生まれた神稚児（かみちご）と呼ばれる力の持ち主で「完成された聖杯」と言える存在。人の願いを無差別に叶える力を持っている。本来は力を失う数え年で7歳になるまで結界の中で過ごすのだが、力を失う1ヶ月前に冬木でおきた第4次聖杯戦争で発生した闇で結界が消失。闇を消滅させたことで切嗣に目をつけられ、衛宮家に引き取られる。その後10歳になるまで屋敷から出ずに暮らすが、屋敷から出たことでジュリアンに見つかり、さらわれて聖杯戦争の新たな器とされる。その後、第五次聖杯戦争の勝者となった士郎の願いによってイリヤたちの世界にやってきた。生まれた時は赤い瞳をしていたが、士郎と本当の兄妹になりたいと願った結果、士郎と同じ琥珀色の瞳になり、表情も豊かになった。
カレイドサファイアのデザインイメージは「蝶」。
『ドライ』での服装は、後ろに向かうにつれ裾が地面まで長くなっている黒いキャミソールタイプのドレス（胸元が白く、腰に青い帯を巻いている）を着、黒い長手袋をはめ、足は裸足である。
ジュリアン戦後、巨人化したダリウスの攻撃を庇い死亡、聖杯として利用された。イリヤによる時間遡行で改変された世界ではイリヤとクロが存在した記憶が改変され、美遊一人で戦っていることにされ、困惑する。英霊マグニの宝具特性によって「世界から消えた記憶」を一部取り戻したベアトリスを通して、奇蹟的にイリヤの事を思い出す事が出来た美遊はある事実にたどり着いた。そして事実を受け入れ、イリヤの消失によって起こり得る事象を受け入れ聖杯の力を行使。魔法少女としての姿を変え、神稚児としての装束を身に纏い、アーチャー以外の英霊をクラスカードから開放し助力を得てダリウスを倒した。
クロエ・フォン・アインツベルン（Chloe von Einzbern）
声 - 斎藤千和
『ツヴァイ』で初登場。クラスカードによって乱れた地脈を調整する際の事故で、イリヤから分離する形で現界した。見た目はイリヤそのものだが、原作のアーチャーのように肌は褐色で髪の色は銀色に近い。性格はやや狡猾かつアグレッシブで、イリヤの記憶を引き継いでいる節がある。またイリヤの知り得ない過去の「聖杯戦争」について言及している。イリヤのことは皮肉で「お姉ちゃん」と呼んだこともあったが、後には「妹」とも呼んでいる。自称は「イリヤ」のため、区別のために凛に「クロ」と名づけられた。
服装は、赤い外套や黒いプロテクター等アーチャーの面影はあるものの、全体的に露出度が高い。戦闘スタイルは原作におけるアーチャーのものとほぼ同じ。本人は特に転移魔術の使い手でもある。
イリヤの命を狙い、自身がオリジナルになろうと画策していた。いったんはエーデルフェルト邸に捕縛され、へその周辺に刻まれた人体血印呪術「死痛の隷属」によってイリヤとの一方的な痛覚共有をすることになり、以降はイリヤがダメージを受けるとクロもダメージを受けるようになった。その後は自由に出入りしており、魔力が原動力になっているのかそれを得るためにイリヤの友人たちにキスをして回る。その事件をきっかけに周囲にイリヤが二人いることが露見したために、イリヤの従妹・クロエと名乗って穂群原学園初等部に転校してくることになった。なお転入の根回しと戸籍の操作はルヴィアが行った。この工作はアイリを蚊帳の外に行われたが、のちに追認される。
聖杯戦争のために必要となるはずだった本来のイリヤの、魔導機として埋め込まれ調整された記憶と知識により形成された別人格である。アイリらにより封印されていたが、本作での事件が重なり、さらに前述の事故により、クラスカード・アーチャーを実体化の核として地脈の力を使い、意志と体を取り戻すに至る。その後は自らの立場を得るためにイリヤを狙っていたが、最終的には正式に従妹として家族となる。
カレンから「存在していることが奇跡みたいな状態」と言われており、魔力を常に消費しながら活動しており、魔力が切れると消滅の危機を迎える。そのためにキスなどで他人の体液を摂取することで魔力を収集せざるを得ない状態にあり、イリヤから供給された場合、他の一般人の10倍の効果があるらしい。もっと効果のある方法があるようだが、それを耳打ちされたイリヤは変態などと口走った。
ダリウスに置換されたジュリアンに核のアーチャーのクラスカードを破壊されるのと相討ちで起源弾を撃ちダリウスの置換の魔術回路を破壊、消滅した。
マジカルルビー（Magical Ruby）
声 - 高野直子、中田譲治（鈍い音声時〈ドラマCD〉）
自称、愛と正義のマジカルステッキ。ゼルレッチによって創造された2本1対となる魔術礼装「カレイドステッキ」の1本。愉快型魔術礼装と呼ばれ「マスターいじりは私の生きがい」と言う、従者としては問題のある性格。無理矢理イリヤと契約を結んだ。人工天然精霊の性格は悪いが、第二魔法の応用された一級品の魔術礼装。
手にしたマスターに魔力を無制限に供給でき、多元転身（プリズムトランス）によって、並行世界のマスターのスキルをダウンロードさせることができる。変身時のマスターにはAランクの魔術障壁、物理保護、治療促進、身体能力強化などが常時かけられている。しかし、マスターの手元から30秒間、もしくは50m以上離れると変身は解除されてしまう。また、単体では攻撃能力が備わっておらず、マスターが振るわない限り魔力砲の一発も撃てない。使用者との契約には血液によるマスター認証、接触による使用契約、オトメのラヴパワーが必要。ルビーが許可しない限り、マスターの変更は不可。
ステッキながら非常にアグレッシブであり、カレイド流活殺術という48手の技を用いる。劇中では柄尻で相手の眼球を攻撃する「ルビーサミング」（翼側を用いて両目を潰す「裏サミング」も存在）や器用に翼を用いてデコピンを行う「ルビーデコピン」などが使われた。また、ステッキにしては多機能であり「カレイドステッキ間通信機能（テレフォン・モード）」や「簡易未来事象予報（占いモード）」などの24の秘密機能（シークレット・デバイス）を持つ。なお、占いは割と精度がいい。また音声を変更することもでき、『コンプエース』付属ドラマCDでは、渋い声になったのは元の声が琥珀と被るための処置というより秋葉に声や性格、口調などが琥珀とまったく瓜二つで腹立たしいと指摘されたからである。
凛のことは『Fate/hollow ataraxia』同様オモチャ扱いだが、イリヤに対してはからかうことも多いがオブザーバーとしての発言も多い。特に『ツヴァイ』に入ってからが顕著。
マジカルサファイア（Magical Sapphire）
声 - 松来未祐（無印 - ツヴァイ ヘルツ！） →  かかずゆみ（ドライ!!）
マジカルルビーの妹。基本性能はルビーと同じ。姉と同じく、ゼルレッチによって創造された2本1対となる魔術礼装「カレイドステッキ」の1本であり、元々のマスターであるルヴィアを見限って、美遊に乗り換える。
騒動屋の姉に比して冷静で合理的な性格をしており、かつ、本来はマスターに忠実。だが、さらりと毒を吐き、羽目をはずしすぎたルビーに対し容赦ない制裁を行うなど、なんだかんだと姉妹である一面も垣間見られる。
錫状頭部分の星が六芒星（ルビーは五芒星）。ウィングはリボン形をしている。
なお転身後のコスチュームはルビーより際どいようで、クロから「えっちな趣味をしている」と評された。
遠坂 凛（とおさか りん）
声 - 植田佳奈
ロンドン時計塔の魔術師にして、マジカルルビーの元マスター。こちらでは冬木で聖杯戦争は行われていないため、原作では高校卒業後に渡英予定だった所を作中時間軸の一年前へと早めている。
ゼルレッチの弟子に志願するが、その直前にルヴィアと時計塔内で大乱闘を起こしてしまう。そのため弟子入りの条件（および時計塔からの懲罰）としてゼルレッチにカード回収を命じられ、ルヴィアとともに冬木にやってきた。得意な魔術は宝石魔術とガンド。今期の時計塔の首席候補。魔法少女としての力でルヴィアと争ったため、ルビーに見限られた。その後ルビーに契約させられたイリヤを半ば脅迫めいた指令でサーヴァントとして使役する（アニメ版ではサーヴァントになっていない）。
任務完了後、ルヴィアと力をまったく合わせず任務を疎かにして喧嘩ばかりにするため、「二人とも一般常識が足りない」とゼルレッチに指摘され、ルヴィアとともに1年間日本に留まることになる。また騒動中に宝石のストックが枯渇してしまったために、時給1万5000円という高給に目を奪われてルヴィアの屋敷でハウスメイドとして働くことになる。根本的な性格が原作と同じだが士郎の呼称は統一し「衛宮くん」と呼んでおり、性格も原作に比べ感情的で猫被りな部分が無いため、「AATM〜アーネンエルベ狂詩曲〜」で原作の凛を見たイリヤとルビーは「自分達の凛より落ち着いていて優しそう」と言われたが後に原作のルヴィアとの喧嘩を目撃した際、前言撤回した。
ルヴィアゼリッタ・エーデルフェルト（Luviagelita Edelfelt）
声 - 伊藤静
凛と共にカード回収の任務にあたる魔術師。マジカルサファイアの元マスター。高飛車な性格。冬木市上空で凛にケンカを仕掛けたことが原因でサファイアに見限られてしまった。サファイアと契約した美遊を保護し、カード回収の協力を代価に義妹としての生活環境を与える。凛と同等レベルの宝石魔術を扱うが、財力で凛を大きく上回る。『Fate/hollow ataraxia』のカレイドステッキ関連のイベントにも登場しており、その時は凛同様ルビーと契約していた様子。
士郎には好意を寄せており、原作同様「シェロ」と呼んでいる。積極的にアプローチをしているようだが空回り気味である。 また凛の呼称も「ミス・トオサカ」ではなく「トオサカ・リン」とフルネームで呼んでいる。

### アインツベルン家
衛宮 士郎（えみや しろう）
声 - 杉山紀彰
イリヤの義兄。穂群原学園高等部に通っており、弓道部に所属している。引き取られて同居を始めた頃のセラの料理はドイツ・フランスなどのヨーロッパ料理に比重が置かれていたため和食や中華を食べたいがために始めた料理が得意で、非常にこだわりを持っており、真剣かつ劇画な顔で「料理に関して嘘は許さない」と言うほど。ドラマCDで旅先へ料理できるように調味料および調理器具一式を持っていかないと落ち着かないと語っており、工具一式も同様である。
原作では主人公でイリヤの義理の弟であったが、今作ではイリヤの義理の兄で脇役。家も原作の平屋ではなく、普通の近代的一軒家にイリヤ達と4人で暮らしている。
凛とルヴィアはクラスメートになっており、この二人とのラブコメイベントが多発しているらしい。ほぼ毎日この二人の喧嘩に巻き込まれる形で半死半生の目に遭わされている。二人以外にもフラグが発生している。ラッキースケベを乱発している模様。
基本的に女難の相が出ており、家に居ようが学校に居ようが気の休まる暇が無く更に激化しつつある。最近家の女性比率の問題で養父に帰ってきてほしいと願っている。
アイリスフィール・フォン・アインツベルン（Irisviel von Einzbern）
声 - 大原さやか
イリヤの母。普段は夫である切嗣とともに海外で行動している。愛称はアイリで漢字を当てて愛理と表記し名乗る 事もある。
イリヤを出産し育てるうちに母性愛に目覚め、自らを取り巻く殺伐とした状況に疑問を抱き、娘をその運命から解放するために、魔術師の家系であるアインツベルンから出て平穏に暮らすことを望んで、アインツベルン家千年の悲願を自ら放棄した。それに伴い魔導器として調整されてきたイリヤの知識と使命に対する忠誠心（後にクロとして結実する記憶）を封印。夫と共に10年前に起こるはずだった聖杯戦争を未然に防いだ。
自らの力に気付いて戦線を離脱したイリヤの前に現れ彼女を叱咤した。『ツヴァイ』にも登場し、イリヤとクロの戦いを強引に終わらせている。イリヤの危難に関しては「母親の勘」を最大限に活用して察知し夫に呆れられている。またイリヤの教育に対しては自身が夫とともに海外を飛び回っていることからセラ任せとなっており、ある意味で奔放主義な部分が見られるが、同時に娘を心配して遠巻きに見守るような行動をする事もあるが多分に好奇心から覗き見ている。
「娘を運命から守る母親」としての精神の強さを持ち、大雑把で破天荒かつ能天気でお調子者の面が強調されている。ただし、この性格は素ではなく周囲に対して事態を深刻に考えさせないためのポーズの可能性も示唆されている。
セラ（Sella）
声 - 七緒はるひ
通称・セラお母さん。やっていることは原作と変わらず、イリヤの教育係のようである。
服は原作におけるメイド服でなく普通の服。ただしメイド服も常備している。
留守のアイリから家事を任されている。イリヤに対しては「魔術とは無縁の普通の女の子でいてほしい」と甘いが、士郎に対しては「長男（家長代理）の自覚を持て！」と手厳しい。また、イリヤに対していつか手を出すんじゃないかと疑っている。
士郎が家庭的スキルを発揮して家事担当を当番制にしてしまったことで、自分のポジションが奪われるのではないかと密かに警戒心を抱いている。日本にやってきて士郎と同居を始めた当初は洋食メニューばかり作っていたが、現在では和食・中華も完璧にこなせる。
ここ10年程維持してきた体重が増えてしまった際はダイエットを行った。
リーゼリット（Leysritt）
声 - 宮川美保
通称・リズお姉ちゃん。趣味はアニメ鑑賞。セラと同じく普通の服。
セラのメイド服姿を「ヘンな服」と言うなど職業意識は低く、基本的には家でだらだら過ごしている。同じくアニメ好きのイリヤからは「リズお姉ちゃん」と呼ばれている。セラとは姉妹関係であるらしい。
セラ、リズともに10年前には存在しており、切嗣とアイリの出奔に自らの意思で同行した。
衛宮 切嗣（えみや きりつぐ）
声 - 小山力也
イリヤの父で、士郎の養父。後に聖杯戦争に繋がりうる様々な因果の萌芽を摘み取るため、アイリとともに海外で「戦い」をしているらしい。基本的な家族構成の成り立ちは原作と同様であるが、アイリとは「いろいろあって」正式に結婚していない。本作では主にイリヤの回想の中での登場となるが、頭から水をかぶり、本来、顔が描写されるべきはずの部分が跳ねた水によって遮られているなどアイリの破天荒さの犠牲となってしまっているため顔面や詳細な姿が描写されていない。
10年前のアイリの判断に「8か月の生命が千年の悲願に勝るとは」と、その愛情に驚くも「きっと間違いじゃない」と支持して現在に至っている。

### 穂群原学園の人たち
桂 美々（かつら みみ）
声 - 佐藤聡美
『Fate/hollow ataraxia』でも端役として登場する、イリヤのクラスメイト。両耳の前に髪の毛を出しているショートヘア。
おとなしめの少女で優等生タイプだが人付き合いはよく、好奇心も強い。龍子のグループと必ずしも一緒にいる訳ではないが、それなりに仲が良い。だが美遊からは中々名前はおろか存在すら覚えてもらえず、ルビーからも影が薄いと言われてしまった。逆にデバガメ的な行動になってしまうこともあり、イリヤ・美遊・クロの三角関係に妄想を巡らせ、その三角関係の妄想をノートに書きとめムラムラを発散している。その後、性別を逆転させた妄想にも取り掛かっており、雀花にそれを知られて引きずり込まれ てからは本格的にBLに覚醒。二次元世界は愚か、リアル世界でも同性同士が恋愛をすべきであるという持論を持ち出すなど、栗原姉妹を超える腐女子と化した。弟がおり、ややブラコン気味な発言も目立つ。
嶽間沢 龍子（がくまざわ たつこ）
声 - 加藤英美里
イリヤのクラスメイト。アホ毛が1本ある。那奈亀・雀花とよくつるんでいる。なお、大河と合わせて四聖獣がモチーフとなっている模様。愛称は「タッツン」。金色の髪を両脇でシニヨンにしている。三人の中では一人だけ背が低い。
嶽間沢流武術の家に育ち、上に兄が二人いる。男のような口調で話し、一人称は「俺」。本人は特に強いというわけではなく、よく泣く。ただし受け身だけは天才的であるらしく、車に撥ねられても大事に至らなかった。常にテンションが高く、またイベントごとになると理性が振り切れたかのように変貌、退行する。飛行機は苦手で、搭乗した際には防衛機制を発動して鶏と同一視していたが後に鶏が空を飛べないことに気づき錯乱。ブラコンの気がある。家庭科の調理実習の際は、思いつきでとんでもない材料を投入したりしている。なお、海へ泳ぎに行った際にそのハイテンションで原作では車に撥ねられる事になったがアニメでは一糸纏わぬ姿になる事になった。
栗原 雀花（くりはら すずか）
声 - 伊藤かな恵
イリヤのクラスメート。龍子・那奈亀とよくつるんでいる眼鏡をかけた少女。イリヤたちよりも頭一つ背が高い。緑の混じった黒い髪をお下げにしている。
やや大人びた性格で知的なイメージを持たれるが、成績は図工以外は非常に悪いらしい。姉と共に同人活動に勤しんでいる腐女子。士郎と一成の関係に非常に食いつくなどBL畑の住人である事を恥じる事がなかったが、美々をその世界に引き込んで からは若干引き気味になっている。イリヤとクロのことは「イリヤズ」と呼んでいる。
森山 那奈亀（もりやま ななき）
声 - 伊瀬茉莉也
イリヤのクラスメート。眼が細く、能天気そうな外見をした少女。ピンクの髪をツインテールにしている（番外編で一度だけポニーテールにした）。
頭の回転は速いらしく、あまり動じない性格。龍子に対する突っ込み役で、過剰なツッコミも多い。姉との仲は良好で、姉を陥れた凛やルヴィアのことを敵視しており、復讐のために嶽間沢流古武術を習得する。いわゆる天才肌であり、嶽間沢流も見ただけで道場主である豪兎に圧勝するという腕前を披露した。
柳洞 一成（りゅうどう いっせい）
声 - 真殿光昭
士郎のクラスメイト。冬木市にある柳洞寺の息子で、穂群原学園では生徒会長を務める俊英。
士郎の親友を自認しており、かなりの信頼を置いている。また、その信頼ゆえにしばしば過剰な保護意識を駆り立てており、士郎を惑わす存在として凛やルヴィアたちを警戒している。なお士郎の過剰の保護意識からゲイ疑惑がかかっているが異性への興味はちゃんとある。ドラマCDでログハウスを作り出したバゼットの姿を「素敵だ」と絶賛している。
藤村 大河（ふじむら たいが）
声 - 伊藤美紀
イリヤのクラスの先生。破天荒な性格は原作同様。士郎とも面識があるようで、好意を寄せている節も見られる（ふとした際に、結婚してくれと口走っている）。
カレン・オルテンシア（Caren Hortensia）
声 - 小清水亜美
初等部の養護教諭。折手死亜 華憐（おるてしあ かれん）を名乗る。勤労意欲は低く、さらに保健室に重症の児童が運ばれてこないかと期待しているなど、非常に不謹慎な言動が目立つ。またあまり医学の知識もない模様でこれにはボケ役の龍子すらも突っ込みを入れた。『Fate/hollow ataraxia』に登場するカレンよりもやや年齢が高く設定されている。
その正体は聖堂教会に所属するシスターで、バゼットのバックアップ兼監視役として冬木に派遣されている。監視・報告に徹し、自ら行動を起こすつもりはなかったようだが、『ツヴァイ』最終局面でイリヤたちに合流する。何らかの魔術を行使しているようで、大聖杯の術式が起動した時にはそれに反応して流血している。
森山 奈菜巳（もりやま ななみ）
声 - 高橋美佳子
高等部の生徒。森山那奈亀の姉。温和な性格で妹からもよく慕われているが、ともすればあざとくも見えてしまう天然系でもある。
学校内でも人気があったらしいが、凛・ルヴィアが編入してきてからはやや影を薄めることになったらしい。士郎に好意を持っている女の子の一人であったが、それが凛・ルヴィアの逆鱗に触れたらしく、報復にカエルが入った袋を投擲された。後に二人の喧嘩のまきぞえとしてガンドを喰らってしまっている。
間桐 桜（まとう さくら）
高等部の生徒で、士郎の弓道部の後輩。
番外編に登場。士郎がフラグを立てている女の子の一人。
並行世界の桜も含め、凛の妹だが、間桐家の養女になった経緯と姉の凛との関係は作中で明示されていない。

### 魔術協会関係者
バゼット・フラガ・マクレミッツ（Bazett Fraga McRemitz）
声 - 生天目仁美
封印指定執行者。物語開始前の時点では彼女がカード回収任務を担っていた。
アーチャーとランサーを単独、かつ素手で仕留めてみせるなどその戦闘力は英霊を凌駕するほどのものがある。イリヤたちが集めたカードを回収するためにエーデルフェルト邸を襲撃。単独でイリヤたち全員を壊滅寸前にまで追い込んだ規格外の怪物。
フラガ家に伝わる宝具「斬り抉る戦神の剣（フラガラック）」を使用する。「後より出でて先に断つもの（アンサラー）」の詠唱により待機状態に入り、相手の切り札などの大技に反応して発動するカウンター宝具。相手の攻撃よりも後に発動しながらも、因果を歪ませることで自分の攻撃が先に相手に届く。攻撃の前に相手が死んでいる状況を作り、攻撃自体を無かった事にしてしまう効果をもつ。このことから「宝具（エース）を殺す宝具（ジョーカー）」と呼ばれる。この特性を逆手に取られ、凛にイリヤとのダメージを共有化されたことで相手が切り札を放つ→アンサラーでそれよりも前に相手が死んでいる→相手が死んでいるので自分も死んでいる→アンサラーは発動できていない、というパラドックスによって無力化された（共有化はブラフだったが）。
魔術協会上層部で何やらパワーゲームがあったらしく、彼女も微妙な立ち位置にあるらしい。イリヤ達との交戦後は結果的にカード3つを奪取する成果を上げるものの、ルヴィアの根回しによって、主に経済的な報復を受けて日本から帰れなくなり、やむなく無駄に前向きにアルバイトとホームレスで食いつないでいる。またイリヤたちと行動を共にすることも増えた。アルバイトの面接では「特技は人を殴ること」と答えている。ドラマCDにて後にアイス売りのバイトをクビになり旅客機パイロットのアルバイトをしていた。パイロットの免許や建築士の資格等を持っている模様。
オーギュスト（Auguste）
声 - 玄田哲章
エーデルフェルト家の執事兼教育係兼護衛。メイドとしてルヴィアの屋敷で働くようになった凛を「足腰立たなくなるまで仕事を叩き込む」という名目で姑のごとくいびっているらしい。ルヴィアが幼い頃から面倒を見ておりルヴィアが最も信頼する人物で、来日の際とりあえず彼がいればなんとかなるということで連れてこられた。日本での屋敷では実質一人で庶務を差配している。
裏の仕事にも精通しているようで、美遊やクロの戸籍のでっち上げ・学校への編入手続きなどを一日足らずで終わらせるなど万能である様子。
バゼット襲撃時にはT字ナイフ2振りを得物にして闘っており、アニメ版ではその他にもサブマシンガン・拳銃・スタングレネードなどの銃火器を多用していた。
キシュア・ゼルレッチ・シュバインオーグ（Kischur Zelretch Schweinorg）
西暦以前から活動している最古の魔術師の一人であり、ソロモン王の弟子の一人。魔道元帥ゼルレッチ。死徒二十七祖第4位。第二魔法の使い手。
カレイドルビー・サファイアの生みの親にして、凛とルヴィアを今回派遣した張本人。
初出は『月姫』。『stay night』をはじめ複数のFateシリーズに登場している人物。
ロード・エルメロイII世（Lord El-Melloi II）
声 - 浪川大輔
時計塔の講師。本名「ウェイバー・ベルベット」。
番外編に登場。凛とルヴィアが実習中に乱闘を起こした際、ゼルレッチにその被害報告を行っている。
アニメ版ではゼルレッチに代わって実質的に凛とルヴィアに冬木行きを指示している。また小説版によると、何かとテレビゲームを例えに出すという描写が加えられている。

### その他の冬木市の人々
嶽間沢 豪兎（がくまざわ ごうと）
声 - 志村知幸
嶽間沢龍子の父親。古流武術嶽間沢道場9代目当主。
上背はないが筋肉質で恰幅のいい好漢。実家では武術の道場を開いている。夏は海の家をやっており、曰く道場よりも収入がいいらしい。バゼットは一時期彼にやとわれてアイスを売っていた。ややいい加減そうな豪放さを持つ性格で、よくものごとを即断する。
嶽間沢流は「後の先」に特化した武術であり、元は武士に虐げられていた農民が仕返しのために編み出したものらしい。クロの不意打ちすらも受け流すなど、豪兎自身の武術の腕前も確か。
嶽間沢 黎一（がくまざわ れいいち）
声 - 松岡禎丞
嶽間沢龍子の長兄。クールなタイプの好青年。実家の道場で鍛えているため、弟ともども武闘派でもある。夏は弟とともに海の家を手伝っていた。
嶽間沢 凱介（がくまざわ がいすけ）
声 - 木村昴
嶽間沢龍子の次兄。ワイルドなタイプの青年。口調は兄とは違ってラフな喋り方。
嶽間沢 ステラ（がくまざわ ステラ）
声 - 幸田夢波
嶽間沢龍子の母親。海の家では給仕を担当していた。
栗原 火雀（くりはら ひばり）
声 - 日笠陽子
栗原雀花の姉。番外編及びアニメ第3期第3話に登場。雀花と共にBL同人誌を描いている。雀花を越える「貴腐人」。普段は雀花を原稿の手伝いにこき使ったり、雀花の部屋に大量の蔵書を置いて占領するなどしているが、機嫌のいい時にはプリンを買って労ったりすることもある。同人仲間にアキラ という人物がいる。

### 並行世界の冬木市の人々
田中（たなか）
声 - 福圓美里
イリヤが並行世界の冬木市で最初に出会った、記憶喪失の少女。
自分の名前も思い出せないため体操服に書かれていた「田中」という名前で呼ばれている。真冬の中で夏服の体操服を着ており、それ以外は着用しようとしない。記憶がない以上に現代常識にも欠落した知識が多く、「痛い」という言葉すら知らないなど語彙も少ない。突発的に奇行を繰り返すことも多く、周囲から迷惑がられることも多い。明るく能天気で天然ボケな性格で「です。ます。」口調で話す。割と甘えん坊な一面も。
彼女の記憶があるのはイリヤと出会った時からで、「エインズワース家を滅ぼす」という使命のみを記憶しており、イリヤと行動を共にするようになる。
常人であれば即死するような攻撃を受けても「痛い」程度のダメージで済み、傷の回復も非常に早い。また体温がかなり高く、部屋にいるだけでストーブ要らずになるほど。クロが放ったカラドボルグの一撃にもビクともしなく、ダリウスが展開した「301秒の永久氷宮（アプネイック・ビューティ）」を破壊するなど、能力面では謎が多い。また自らの腕を切断してイリヤの下へ投げ飛ばした事があるが、その腕は剣となり、英霊の泥を無効化・破壊するという能力を持っていた。エリカはそれを「火の矢」と呼称した。その正体は星の無意識によって生み出された『ガイアの抑止力』。世界の破滅に対して発動する星の最終安全装置。無論人間ではなく精霊のような存在。本来は『結果的にエインズワースを倒す』事象として現れるはずであったが、本人曰くイリヤを守る為、あの時(イリヤと出会う直前)に生まれたと言う。そしてこれまでイリヤを守っていたのは、彼女が抑止力の本質である『世界の崩壊を止める』と言う目的を果たすのに必要な存在だったことが判明した。 なお、星の抑止力の性質故か、最悪人類が滅びてもいいらしい。なぜ田中という名前になったのかは依然として不明である。イリヤ達がジュリアンとの決戦のさなか、行方をくらませていた子ギルへ接触し、美遊を殺害し、聖杯を手に入れ暴走する元ジュリアン(ダリウス)の力での破滅からイリヤを助けさせた。そして、世界の終わりを覆すため、マジカルルビーの持つ無限の魔力供給と子ギルの持つ千里眼と自身の持つ星の端末としての力を合わせる事で、イリヤを過去へと送り込んだ。その際はナビゲーターとしてミニマム化された姿で同行した。旅の道中でイリヤがうまれたばかりの同い年のパンドラに会いに行く決断をした際は尊重して快く見送った。
言峰 綺礼（ことみね きれい）
声 - 中田譲治
行き倒れのイリヤと田中を店に招待したラーメン屋の店主で聖堂教会の神父。
並行世界の冬木市の人物。作るラーメンは麺がおまけ程度の麻婆豆腐で、味は食べるのが拷問とも言える超激辛（麻婆豆腐なしを頼んでも抑え目の麻婆豆腐はついてくる）。しかしそれを強引に食べさせなおかつ法外なお金を要求し、払えないと解れば体（食材として）で支払わせようとする。ギルガメッシュとは既知の様子。
回想において、ジュリアンに美遊を奪われ負傷した士郎を治療し、エインズワース家と聖杯戦争に関する情報を与えた。
衛宮 士郎（えみや しろう）
声 - 杉山紀彰 / 野田順子（幼少期）
美遊の兄。美遊を過酷な運命から救うために並行世界へ飛ばした人物。存在自体は早いうちから示唆されていたが、『ドライ』にて初登場。美遊を奪還するためにエインズワースと争い、敗北して美遊への人質として地下牢に入れられていたが、イリヤたちがエインズワースと激戦を繰り広げる混乱の最中、ギルの手引きによって出獄する。
名前の通り、イリヤの義兄である士郎の姿形とはほぼ同じ。だが体の一部や毛髪が英霊エミヤのような変色をしており、また投影魔術を最大限に生かした戦闘スタイルを持つなど、『Fate/stay night』における衛宮士郎とアーチャーの中間のような存在として描かれる。そのため、アーチャーを「夢幻召喚」した姿であるクロを戦闘技術において覚醒させた。
原作同様、幼少時に災害 で両親を失くしたところを切嗣に出会い「正義の味方」に憧れていた。しかし切嗣が冬木市で起きた災害に背を向けたこと、その災害を鎮めた美遊を使い人類救済の方法を模索する彼の姿に信じるべき「正義」が揺れ動き、切嗣の死後もその迷いを抱き続けた末、最終的に美遊の兄として生きる道を選んだ。だが美遊を外へ連れ出したところをエインズワース家に襲われ、美遊を拉致されてしまう。その後、言峰からエインズワース家と聖杯戦争のことを聞かされ、聖杯戦争の関係者である桜から託されたアーチャーのカードを夢幻召喚した。その力で第五次聖杯戦争の勝者となり、美遊をイリヤ達の世界へと飛ばした。平行世界の自分である英霊エミヤのカードを使い続けたことからエミヤに体が置換されており、毛髪や肌が変色しているのはその影響。固有結界「無限の剣製」も使用可能だが、原作の士郎やアーチャーとは詠唱が異なっており、展開される世界も欠けていく月があるだけの暗闇の雪原に無数の剣が刺さっているというもの。ただし、これはいつの間にか繋がっていた美遊との魔力パスから送られる魔力によって展開できたものであり、パスが切れている現在は使用不可。
ドールとなった桜に関して助けられなかった等並々ならぬ感情があり、この件に関しては自分がけじめをつけようとしている。64話にて桜と互角に対峙するも、彼女の心理戦と無尽蔵の戦闘力に圧倒され、右肩付近に重傷を負い窮地に陥るが、68話、69話にて凛とルヴィアのすきを突いた連携攻撃と、アンジェリカの転送魔術で上に飛び、最後の投影魔術『偽・螺旋剣Ⅱ』で桜を倒した。その後、桜とともに虚数空間の海に沈んでいった。大部分をエミヤに置換され、士郎としての記憶が朧げになる中、その際に動く桜の心臓を手に入れ、桜をかえらした後、海から脱出。精神空間を彷徨う中、複製された破戒されるべき全ての符を行使した桜によってカードの契約が解かれされ、元の姿へと戻った。
住居はイリヤたちの住む家とは違い、原作における衛宮邸。
衛宮 切嗣（えみや きりつぐ）
声 - 小山力也
並行世界の人物で、士郎の養父。人類救済の方法を求めて士郎とともに各地を回り、神稚児信仰の調査で冬木市に訪れる。
神稚児の末裔である美遊を引き取り、彼女を使って人類救済の研究をしていたが病に倒れ、士郎に美遊を託して他界する。ドライ73話後編にて士郎の精神空間にて登場。士郎は自分と違い一度も間違えずに生きた。もう正義の味方として全てを背負わずに、普通の人間として美遊の真っ当な兄として生きろと諭した。
間桐 桜（まとう さくら）
声 - 下屋則子
士郎の後輩で、士郎と合わせて2人だけの弓道部の部員。士郎のことを先輩と呼んており、慕っていた。
聖杯戦争を始めた御三家の1つの跡取り。士郎のためにカードを渡すが、兄によって殺されてしまう。
現在の彼女は人格を置換したドールズであり、黒い鎧を纏った姿で登場する。常に正気はなく支離滅裂でフラフラしたゾンビのような状態であり、無尽蔵の魔力と身体能力を兼ね備えているが常に暴走状態でジュリアンでさえも簡単に扱え切れない。かつて人間だった記憶を持っており、特に士郎に関しては特別な感情があり、暴走を止めるスイッチとなっている。かつてジュリアンの構想外の戦いにおいてイリヤと美遊と対戦し胸に槍が貫通する(心臓がないため致命傷とはならず)怪我を負ってしまった。士郎たちが身を寄せていた衛宮邸にピトスの泥が押し寄せ、アンジェリカの杭止めも虚しく、突如泥の中から爆発と同時に出現した。
胸を槍で抉られた傷の痛みを訴えながらも士郎の名を呼ぶ桜を士郎が迎え撃った。切嗣が残した近代兵器と英霊エミヤから先取りした投影魔術と戦闘技能を複合して戦う士郎に対し、純粋な戦闘技能で上回り士郎を戦闘不能にし、「さようなら、先輩」ととどめを刺そうとした直後、桜の登場時に爆発に巻き込まれ気絶させるも何とか立ち上がった凛とルヴィアが力を合わせてガンドを生成、部外者の妨害に怒りを見せたが凛が「動くな！！！」と叫ぶとそれに動揺し「姉の言う事を聞きなさい桜」と続けて言い放った言葉を聞いた事で相手が(別世界であるが)姉であると気づいて動きを止め、美遊世界でもちゃんと姉妹であった事を安心すると同時に放たれたガンドで吹っ飛ばされ、アンジェリカの空間置換でその真上に転移した士郎の最後の力で投影された『偽・螺旋剣Ⅱ』で身体を貫かれ倒された。終わりを悟り｢ああ、星が綺麗ですよ、先輩｣と士郎と共に虚数空間の海へ沈む。そこで士郎が心臓を見つけ、埋め込まれたことで意識が覚醒し、その際は士郎の救済に奮闘した。
なおこの並行世界では、姉の凛は死亡している。
桜の兄
声 - 神谷浩史
士郎と桜を襲ってきた男。明らかに正気を失っており、自分の名前すら忘れている。桜によると既に死んでおり、現在の彼はエインズワースによって人形に人格を置換されたもの。原作よりも5歳年上。
アサシンのカードを使うことができ、桜を亡奏心音で殺した。
原作の間桐慎二と同じ姿形であるが、現時点で名前は出ていない。劇場アニメ版では「アサシンのカード使用者」、OVAでは「桜の兄」とクレジットされている。

### エインズワース家
ジュリアン・エインズワース（Julian Ainsworth）
声 - 花江夏樹
並行世界の冬木に居を構える魔術師・エインズワース家当主。
朴訥そうで抜けているどこかだらしのない風体だが、ふとした拍子に狂気じみた表情と言動を見せるという中年男性として登場したが、それは置換魔術によってダリウスに概念を置き換えられた姿であり、実態は穂群原学園の制服を着た眼つきの鋭い青年。ダリウス時のものとは違いひどく冷めた性格。その本拠地は深山町のクレーターの中心部に存在する岩山と置換した壮麗な城郭で、普段は魔術によって完全に秘匿されている。美遊を用いて聖杯を召喚し、滅びに向かう世界の救済を求める。クラスカードの制作者であり、ギルガメッシュでも知らない謎のクラスカードを用いるほか、カードを破壊する事も可能としている。敵対者にその圧倒的な実力でもって屈服させる事も厭わないが、神話と称する自らの計画を正しく進める事に執心しているため、無闇な敵対行動は示さない。
得意とする魔術は置換魔術（フラッシュ・エア）と呼ばれるもので、錬金術から派生した基礎魔術の一つとされている。もっともエインズワースの置換魔術はそれを非常に特化させたものとなっているため、実戦でも十分に応用が利くほか、城郭の置換など大規模な術式も可能としている。エインズワースの城の上空には、黒化した英霊たちが凝縮されたキューブを備えており、普段は置換魔術で存在を隠蔽していた。
小学生時代はジュリアンの次女とされていたエミーリアを慕う純朴な少年で、ダリウスを継承する魔術師の家庭に生まれるが、魔術の才能がなくいつも基礎的な置換魔術を練習するほどだった。第2子のためダリウスの影響がなく、いつかはダリウスに置換された父ザカリー、継承されるアンジェリカをサポートする立派な魔術師になりたいと前を向いていた。ところが第４次聖杯戦争で2人が死亡。後継者も失ったダリウスは継承されないはずだったジュリアンに憑りつくこととなったが、魔術素養のないジュリアンはダリウスに反抗しており、その訳はパンドラの処遇ついてだった。幼いころに母がおらずパンドラであるエミーリアになついてたジュリアン。ジュリアンがエミーリアが不死の存在でダリウスに利用されていることに気づいたのはザカリーが完全にダリウスに置換された際に自死を選んだ際（無論死なない）であった。その際からエミーリアもといパンドラを生き地獄から救いたいと望んでおり、ダリウスが望む「新世界」には興味がなかった。その旨をギルガメッシュに尋ねると「パンドラの箱を壊さなければ、彼女は死なない」ことを知り、以降はパンドラを安らかに死なすこと、パンドラの箱を壊すことを望みに美遊とイリヤの聖杯の力を使って彼女を助けることを希望にダリウスの置換に耐えていた。エインズワースの代は自分で終わらせたいと思っていたが、第57話にて完全にダリウスに置換された。第61話にてクロによって魔術回路を破壊され解放された。その後はイリヤの時間遡行の影響による歴史修正後ではダリウスの支配から解放された後もあの時の気力を失くして自暴自棄になっている際に、泥の巨人が現れ美遊に助けられた。そして今は忘れられているイリヤの言葉をかけられ、現実に向き合い少ない魔力と正義感で泥の巨人に立ち向かうも、食べられそうになりベアトリスに救出された。その際自分と敵対した者たちと自分の仲間たちの無事を確認して安堵するほどの優しさと笑顔を取り戻している。
かつては一義 樹理庵（いちぎ じゅりあん）という名で士郎の通う学校の生徒会長をしており、士郎とは友人関係だった。
エリカ・エインズワース（Erica Ainsworth）
声 - 諸星すみれ
ダリウスの娘、ジュリアンの妹と称される小学生の少女。
天邪鬼な言動が特徴で、本心とは逆のことをよく口にする。プライドが高く強がることも多いが、すぐに涙ぐむ。その性格はイリヤ・美遊の両者に「歪な子」と言われ、悪意を一切抱かず自らの行動によって起きる影響や、他者の思惑などを理解していない。美遊の事は「お姉ちゃん」と呼んで慕っている。田中とは何かと口ゲンカに発展する。
その正体はギリシャ神話に登場するパンドラ。六千年の神代のころにオリュンポスの神々によってパンドラの匣を開ける鍵として創られ、神々が去ったあとも人類の繁栄を見守ってきた存在。本来は名前を持たなかったが、「パンドラの匣」から名前がとられ、呼ばれるようになった。
人類は異人の彼女を軽蔑し、創った神々も彼女を見捨てた。孤独と絶望に苛まれるパンドラだったが、パンドラの箱の中に死が入っており、開けない限りは死ぬことができない。それはパンドラが鍵の役目を放棄しないための神々からの措置だったが、精神を崩し以降叶わない死を望むようになる。そして不老不死のまま太古の人間に人柱にされ、中世には採掘所の洞窟で土に埋もれたまま、坑夫に発見された。若き錬金術師だったダリウスに保護されてからは名を変えエインズワースの一員として暮らし、誰よりもダリウスの変容を知っていた。現在は記憶が一時的にリセットされ幼児化、エリカを名乗りジュリアンの妹として暮らしているが、5年前はエミーリアと名乗りジュリアンの姉として接していた。ダリウスの計画には美遊同様不可欠の存在として保護されており、後にジュリアンの理想の実現のために自ら英霊の泥を被り、計画を進めようとするものの達成は出来なかったようである。
原典ではパンドラはパンドラの箱を開けているが、美遊の世界では神々から人類が完全に滅んだら開けるよう留意されて以来、6000年間箱を開けていない。（一度パンドラの箱関連で冬木市の災害が起こっている。）またパンドラは箱の鍵としての力を失っており開けることはできず、ダリウスは聖杯の力を使い開けようとしている。
太古の人々やダリウスに出会っていない6000年前は一人旅をしており、少し天邪鬼であるも天真爛漫で優しい少女だったことが判明する。時間遡行の影響で姿が変わっている(クリオネのような形態)イリヤに優しく接しており、一時的に姿が見えなくなった時は悲しんでいた。そして イリヤによる時間遡行の影響で徐々に本来の明るさを取り戻しつつある。そして、イリヤによる歴史改変により、パンドラの箱を開けたことで滅びを回避された。しかしなぜか、現代にもういないはずのパンドラがいて、まるでイリヤのような性格になっている。
ベアトリス・フラワーチャイルド（Beatrice Flowerchild）
声 - 釘宮理恵
エインズワース家のドールズの一人。
ゴスロリ服を纏い、乱暴な口調で話すサディスティックな少女。性格は非常にフランクだが残忍。バーサーカー（トールと思われていたが、その息子のマグニ）のクラスカードを用いて戦う。エインズワース家中でもやや浮いているようで、ぬいぐるみを自室に抱え込んで寂しさを紛らわしている。ただし、その扱いは苛烈でぬいぐるみはまたたく間に破壊されている。自らの主人筋のジュリアンに主従関係を超えて熱を上げているようで、ポスターや抱き枕などを作っては嬌声を上げている。
元々はジュリアンと同じ穂群原学園初等部に通っていた一般人の少女。いじめられていたのをジュリアンに助けられて以来、ジュリアンに恋をする。ベアトリスはその時名乗った自称で本名は不明。告白をしようとジュリアンを呼び出すが、第四次聖杯戦争の災害で死亡。その後、ドールズとして蘇るが、本名を含む記憶の大半とジュリアンへの恋心を失う。
イリヤとバゼットの戦いで、斬り抉る戦神の剣で心臓を撃ち抜かれるが、トールの神核を犠牲にしたことで死亡を免れる。しかし、トールの神核を失ったことで暴走するニョルニルによって残った記憶をも失いかけるが、イリヤによってカードの強制排出が行われ、何とか助かった。解放された後、バセットと共に泥の巨人と格闘していた最中にジュリアンとイリヤへの想いにクラスカードが変化し黄金の先駆け(グルファクシ)を行使できるようになり、雷のような速度で空を翔ける3本角を生やした頭を持つ馬のような生き物グルファクシを操れるようになる。グルファクシにバセットを乗せ飛行していた道中に、泥の巨人に食べられているジュリアンを見つけ、巨人に怒りの雷撃を与えた。ちなみにグルファクシ自身に雷を纏える上にミョルニルで放たれた周囲の雷を回収し、その雷から記憶を読み取ることが可能であり、世界の修正力の影響で存在自体を忘れていたイリヤを思い出すことができた。
アンジェリカ・エインズワース（Angelica Ainsworth）
声 - 白石涼子
身長：174cm スリーサイズ：B98/W62/H94
エインズワース家のドールズの一人。
感情の起伏が乏しいツインテールの女性。普段はエインズワースの城中を見廻りながら、エリカの面倒を見ている。エインズワース家が聖杯に託す望みである世界の救済を大義として掲げ、聖杯である美遊を取り戻そうとするイリヤを人類の敵として排除しようと試みている。アーチャー（ギルガメッシュ)のクラスカードを用い、「王の財宝」に収められた武器を利用して攻撃を行う。エインズワースの魔術特性である置換魔術も使用し、人形への精神置換や「王の財宝」の武器を空間置換により多角的に射出するなど高度な使い方ができる。その他にも数枚のクラスカードを駆使できるようである。
「王の財宝」と置換魔術の併用でイリヤたちを圧倒したものの、クロ・士郎のタッグに敗北。その後はジュリアンからは見捨てられてしまったようで、イリヤたちに保護された。その際には以前に増して感情を失い、従容としている。実は第四次聖杯戦争で死亡したジュリアンの姉の意識を置換された人形であり、感情の9割を失っており、作中で見せた怒りなどはすべて演じたもの。ドールズとなる前は、理知的で優しい性格だったとのこと。また、特徴的なツインテールはドールズになってからである。
ダリウス・エインズワース（Darius Ainsworth）
声 - 小西克幸
エインズワース家の初代当主であり始祖。別名「エインズワース家のすべての父」。中世に生きていた人物で、鉱物を錬金術で置換する三流魔術師だったが、採掘所でパンドラを発見して以降彼女を支配するようになる。故人だが精神概念としてエインズワースの後継者の長子に憑りつき、疑似的な生で千年間生き続けている。自己中心的で冷酷な性格で人間はおろか英霊を「捻りつぶすだけの蟲」だと卑下している。聖杯戦争のすべての黒幕。
5年前からジュリアンを置換魔術で置き換えて支配していたが、イリヤの「破戒すべき全ての苻」で効果が薄まったが、今なお支配を強めている。今までの詳細が不明だったので、美遊はダリウスがジュリアンの父と思われていた。置換を繰り返すうちに古い世界を見捨て「人類史の存続」としてパンドラのピトスを行使して「人類の新世界への移行」、その新人類史の創造主を目指しており、パンドラを死なせようとしているジュリアンとは相反している。これも本人は人類の救済も新世界の移行も微塵にも思ってなく、ただ死にたくないからという漠然とした恐怖あるいは本能による生への執着が願いの本質である。ジュリアンを完全に置換、アーチャーのクラスカードを破壊しようとクロの核に攻撃するも、捨て身の起源弾で置換魔術回路を破壊され実体を失った。しかし、仮想世界の巨人の王の身体を乗っ取る。圧倒的な力でイリヤと美遊を翻弄。遂には美遊を殺害し、聖杯を手に入れ願い新世界の創造主となった。しかし他の巨人達同様に石化して動かなくなる。彼の人格データは、泥をエネルギーの推進力としてピトスの孔の向こう側へ旅立って行った。
改変された世界では、創造主となるため戦っていたが、度重なるイレギュラーな事象が起こり窮地に陥り、聖杯の力を行使した美遊に倒された。最期まで記憶が戻ることはなく、死を畏怖し逃げ続けていた。
しかし、彼の人格データはピトス内の仮想世界で辛うじて意識を保つも、度重なる置換の影響により、もはや記憶や人格すら壊れてしまい骸骨のような泥人形へと変貌していた。自分が求める仮想世界（新世界）へ逃げようとするも、ピトス内のイリヤと田中から「ダリウス君」と言われ、いつも間にかかつての少年の姿になっていた。だが彼は我慢できず、イリヤと田中の茶番には付き合ってられないと魔術を行使するも、しかし仮想世界の為、魔術は使用不可であった。イリヤと田中により見せられた新世界は、改変する前の世界のダリウスにより滅ぼされた世界だった。そしてダリウスが最初からいた改変された世界こそが、六千年前にパンドラが箱を開けたことで滅ぶことのない世界だったことを知ったダリウスは落胆するも、イリヤから「わたしが誰なのかは...あなたが決めて？」と問う。しかし記憶を失ったダリウスには答えられずいたが、イリヤから渡された改変前の自分の記憶を閉じ込めた小箱より改変前の世界の自分の真意とイリヤこそが姿を変えた大切な人だったことを知りダリウスは問う。「君の望みは何だ...こんな泥に飲み込まれた世界でひとり寂しくなかったのか？」するとイリヤは「私の望みはね。この小さな箱庭の中で、たったひとりぼっちじゃないことなんだよ。そして私は、その夢を見たかったんだ。」と言われ、ダリウスはこれまで麻痺していたものが溢れるかのように嬉しい顔を浮かべながら号泣し、最後は自らの意思でピトスを停止させる。消え行く仮想世界と共に光となって消滅していくイリヤは最後に「ありがとうダリウス」と言いダリウスと共に消滅していった。
高度な置換魔術を行使しており、ダリウスに置換されている間のジュリアンは肉体を強化され素手で魔術を跳ねのけておりまともな攻撃は通用しない。また、クラスカードを破壊することができる。
本来は善良な魔術師で万物は流転し、パンドラも然るべきという思想の持ち主で、パンドラと交わした誓いで本来はパンドラの箱は壊す予定だった。しかし死期が近づく中、寿命を持ってして破壊するすべもなく、誓いに固執し苦悶した末、愛していたパンドラをおいて死ぬことが彼女にとっての絶望で悲しむことではないかと恐れたことで置換魔術を編み出した。ダリウスが全盛期の状態をパンドラの箱に保存し、死期が近づくと子孫に上書きして置換する。しかしパンドラの箱は万能ではなく、ダリウスが置換する度に記憶の一部を失い続け、ダリウスの本来の目的すら変質し形骸化している。
オリジナルのダリウスは過去の存在となったが彼個人の魔術特性によって、パンドラの記憶を巡る道中のイリヤと田中さんを引き寄せた。そして彼女たちに自分の記憶を閉じ込めた小箱を託した。
魔術師としての魔術特性は妄想(仮定)から観測を経て事象を収束し“あり得ぬもの接続する”。その特性は時間渡航しても変わらず、法則を無視して観測することもできる。
ザガリー・エインズワース（Zachary Ainsworth）
声 - 星野貴紀
エインズワースの先代当主。故人。
ジュリアンの実父だが、完全にダリウスに置換されていた。五年前の第四次聖杯戦争で死亡している。第五次聖杯戦争では彼の意識を置換された人形がセイバーのカードを使い士郎と戦い敗れている。倒れる直前に士郎にジュリアンのことを託した。

### クラスカードの英霊
アーチャー
英霊エミヤ。物語開始以前にバゼットが回収していたカードの一つ。カードは凛が所持していたが、のちイリヤに与えられる。
『ツヴァイ』ではクロの肉体の核となり、そのままクロの体内に取り込まれる。さらにはクロ自身の核ともなるため、彼女からカードが奪われればクロ自身の存在が崩壊してしまうことにもつながる。このことによりクロはアーチャーの能力や宝具を、ほぼそのまま（クロ自身の魔力枯渇による限界値はあるものの、それが続く限りは）無制限に使用できる。
裸の上半身に腰巻と、『Fate/hollow ataraxia』に登場するアヴェンジャーに似た姿である。
限定展開は弓 で、矢は付属しない。投影魔術によって様々な武具を作り出すことができ、さらには劣化版であれば宝具も投影可能。二振りの夫婦剣「干将・莫耶」、螺子状の剣「偽・偽・螺旋剣（カラドボルグIII）」、投擲武器に対して絶大な効果を発揮する盾「熾天覆う七つの円環（ロー・アイアス）」などを用いる。また宝具を矢に変換して射撃、爆破する「壊れた幻想（ブロークン・ファンタズム）」も使用可能。
元々は桜が持っていたカード。桜はギルガメッシュと教えられていたが、実際にはどの英霊とも繋がっていない屑カード。桜の死後士郎の手に渡り、士郎の誓いに応えて英霊の座へと繋がった。そのため、存在しないはずの8枚目のカードはギルガメッシュではなくこちらの方。美遊の世界の士郎がこのカードと契約し、自分の全てを捧げる魔術回路と引き換えに、投影魔術を行使して戦い続けていた。偶然にもその未来の姿であるエミヤ（アーチャー）に繋がり、行使する度肉体と精神を置換されていった。７３話後編にて契約が破壊され決別したあとクラスカードの英霊の中で最後に開放され、ダリウスの討伐に攻撃の囮として助力した。
ランサー
英霊クー・フーリン。物語開始以前にバゼットが回収していたカードの一つ。カードはルヴィアが所持していたが、のち美遊に与えられる。『ツヴァイ』ではイリヤが所持。
英霊としての姿は獣人のようなフォルムであり、より獣らしい風貌に変態できる。
「限定召喚」は放てば必ず心臓に中る必中の槍「刺し穿つ死棘の槍（ゲイ・ボルグ）」、およびその投擲としての使用法「突き穿つ死翔の槍（ゲイ・ボルク）」。
元々はエインズワースに置換されたマスター（声 - 山崎たくみ） が持っていたカード。
ライダー
声 - 浅川悠
英霊メドゥーサ。イリヤと最初に戦闘した英霊。対魔力が高く、魔術協会の魔術師を撃退した経歴を持つ。美遊の刺し穿つ死棘の槍によって倒された。
「限定召喚」は鉄杭（ダガー）。宝具は魔眼を封じるバイザー「自己封印・暗黒神殿（ブレイカー・ゴルゴーン）」、騎乗するものの能力を向上させる手綱「騎英の手綱（ベルレフォーン）」。また天馬召喚の能力や、「石化の魔眼（キュベレイ）」を使用することができる。
「夢幻召喚」した際の服装はイリヤと美遊共にあまり違いはないが、バイザーの形が異なっており、イリヤは単眼で美遊は両眼となっている。また、バーサーカーから上書きした場合、体から蛇が生えたゴルゴーンに近い姿になる。
元々はエインズワースに置換されたマスター（声 - 新垣樽助） が持っていたカード。
キャスター
声 - 田中敦子
英霊メディア。高高度からフィールドを蹂躙する圧倒的な魔術で一度はイリヤたちを撤退に追い込んだが、二度目の戦闘でイリヤの助力を得た美遊の突き穿つ死棘の槍によって倒される。
「限定召喚」は魔術を初期化する短刀「破戒すべき全ての符（ルールブレイカー）」。大口径魔法陣から放たれる魔力砲は、スキル「高速神言」による神代の魔術であり、宝具級の破壊力を持っている。しかし身体能力は高くない。
エインズワースとの戦闘でイリヤに「夢幻召喚」されたが、戦闘の半ばジュリアンによって奪われ破壊された。
元々はエインズワースに置換されたマスター（声 - 福島潤） が持っていたカード。
セイバー
声 - 川澄綾子
英霊アルトリア・ペンドラゴン。周囲に黒い霧を纏っており、大抵の魔術・魔力を遮断する。魔法少女となった凛・ルヴィアさえも圧倒するが、アーチャーのクラスカードを「夢幻召喚」したイリヤに倒された。
容姿は原作でセイバーが黒化した姿であるセイバー・オルタと同様である。ただし、他の英霊同様一言も喋らないなど、原作のそれと完全に同じ存在という訳ではない。
「限定召喚」は聖剣「約束された勝利の剣（エクスカリバー）」で、宝具も同様。また風の結界「風王結界（インビジブル・エア）」も有しているが、作中では使用されていない。
「夢幻召喚」した際の服装は、美遊は『Fate/stay night』のセイバーのものだったが、イリヤは『Fate/unlimited codes』のセイバー・リリィのものとなっている。
元々はザガリー・エインズワースが持っていたカードであり、彼が使用した際の鎧は『Fate/Prototype』におけるアーサー・ペンドラゴンの物になっている（剣のデザインは『stay night』のまま）。
アサシン
声 - 阿部彬名、野坂尚也、野間田一勝
英霊ハサン・サッバーハ。特定の英霊ではなく歴代のハサン全てと繋がっており、カード使用時は使用者の性質に応じたハサンに繋がる。黒化英霊としては百貌のハサンの姿で登場した。武器は毒塗りの短剣。魔力を暴走させたイリヤに一掃された。
カード使用時、イリヤの場合は「百貌のハサン」の座へと繋がる。「限定召喚」はステッキを使用者と同じ姿にして囮とし、その間自らは気配遮断のスキルを帯びる能力「妄想幻像（ザバーニーヤ）」。宝具は同名の上位互換能力で、使用者の人格と魂を分割し、その分だけ分身を作り出す能力。数が多ければ多いほど、単体の能力は劣化する。
桜の兄の場合は「呪腕のハサン」の座へと繋がり、「夢幻召喚」によって右腕が無数の紐が縒り合わさったような異形の姿になる。宝具はこの腕を伸ばして対象の胸を穿つ「亡奏心音（ザバーニーヤ）」。
美遊の場合は「静謐のハサン」の座へと繋がる。宝具は全身から毒を振り撒く「妄想毒身（ザバーニーヤ）」。
73話後編にてクラスカードから開放されたあと、敵前逃亡したダリウスの居場所を特定し、捕縛した。
バーサーカー
声 - 西前忠久
英霊ヘラクレス。圧倒的なパワーと鋼鉄の防御力に加え、蘇生能力や耐性付加の能力を有する肉体を持つ。美遊・凛・ルヴィアを退け、セイバーのクラスカードを「夢幻召喚」した美遊をも圧倒するが、イリヤと美遊の「並列限定展開」により、複数となった宝具・約束された勝利の剣の攻撃に敗れた。
姿形は『Fate/stay night』で登場した黒化したバーサーカーよりは通常時に近い姿となっている。アニメ版では1回目の死亡後に原作での黒化バーサーカーに近い姿に変貌している。
「限定召喚」は巨大な斧剣「射殺す百頭（ナインライブズ）」。宝具は一定の威力を下回る攻撃を無効化し、また一定回数の命のストックを追加する能力「十二の試練（ゴッドハンド）」。
元々はベアトリスが持っていたカード。
「夢幻召喚」した場合、「狂化」スキルにより、徐々に理性を失っていく。また、他のカードを上書きした場合、通常はその英霊になるだけだが、バーサーカーから上書きした場合、クラスが継承される。
アーチャー（2枚目）
声 - 遠藤綾（少年） / 関智一（黒化）
英霊ギルガメッシュ。存在するはずのない8枚目のカード、2枚目のアーチャー。高密度の魔力の霧を纏い、その姿形も定かではない。無数とも思える宝具を所持しているほか、身体能力も魔力の霧の影響で格段に強化されているため、他の7人の英霊とは規格外の化物となっている。その強さをバゼットは「神話」と称した。
大聖杯の術式を起動させて受肉しようとするが、イリヤの妨害によって理性だけが少年形態の形分離してしまう。しかし、残された体は暴走を続けて肥大化し、受肉した少年も本体と融合し、聖杯（美遊）を巡って「ツヴァイフォーム」となったイリヤと激戦を繰り広げ、その強さと友のために命を賭ける覚悟を認め、乖離剣・エアによる「天地乖離す開闢の星（エヌマ・エリシュ）」を放った末に敗れた。その後カードと分離し理性だけは子供の姿で受肉した。その後並行世界でイリヤと再会し、アンジェリカに奪われた半身であるクラスカードの奪還のためにイリヤ達に協力する。エインズワースに幽閉された美遊の兄を救出しクラスカードを奪還するが、エインズワースの目的に気づくと態度を一変し、傍観者として彼らの結末を見届けるため戦線から離脱する。
少年形態のギルガメッシュの愛称はギル。性格は人懐っこい子供そのもので温厚。だが、『Fate/hollow ataraxia』の時よりも性格は大人形態に近く、目的のためならば冷徹になることもあり、悪意はないが敵意によって行動することもできる中立の王。
「限定召喚」は存在せず、宝具「王の財宝（ゲート・オブ・バビロン）」から持ち出される無数の宝具が主装。非常に自我が強い英霊の為、美遊が「夢幻召喚」をした時には彼女の精神を侵食した。
バーサーカー（2枚目）
英霊マグニ。ベアトリスが用いる2枚目のバーサーカー。ベアトリスが腕に「限定展開」すると腕が巨碗に変わる。「夢幻召喚」すると、右腕を巨腕に変えて戦う（右腕のみの変化はベアトリスの場合らしく、他の者はどうなるかは不明）。
正体が判明するまでは、マグニの父のトールと思われていたが、実際はトールとマグニの神核を有する「二重降臨者（ダブルホルダー）」。これにより、トールの特性の一部を備えたマグニとして降臨している。
毒蛇にかまれて9歩後退して死亡したトール自身の記憶の影響か、後退に忌避感を持っており、回避にマイナス補正がかかっている上に9歩下がると狂化が一段深くなる。
宝具は圧倒的な破壊力を持つ大槌「悉く打ち砕く雷神の槌（ミョルニル）」、「万雷打ち轟く雷神の嵐（ミョルニル）」、「黄昏に響け父の雷葬（ニョルニル・ラグナロク）」。真名解放のたびに所有者の記憶を消費する。「帯電」によって宝具のランクが変わる特性があり、悉く打ち砕く雷神の槌は帯電第一段階、万雷打ち轟く雷神の嵐は帯電第二段階で発動可能。黄昏に響け父の雷葬に関しては後述。
スキルは駿馬「黄金の先駆け（グルファクシ）」、胸に巻かれた布「力帯（メギンギョルド）」、空が見えるフィールドで雷雲を呼び出す「召雷：A」、致死性のダメージをトールの神核に肩代わりさせる代わりにトール由来の宝具・スキルを失う「黄昏の生存者」、「神性：E-（黄昏により失われているため）」、「天性の肉体：A」、「怪力：A+（黄昏の生存者発動後はA++）」の7つ。このうち、黄金の先駆けは騎乗スキルが失われているため使用不可で、力帯はそもそも何の効果もないただの布なので実質5つとなっている。
黄昏の生存者発動後、ミョルニルの槌部分が二つに割れて中から雷の球体が出現し、空を黄昏に変えて周囲に無差別に雷をまき散らす「黄昏に響け父の雷葬」が自動で発動する。その被害は自身にさえ及ぶ上、この雷の源は使用者の生前の記憶となっており、止まることは即ち全記憶が消え失せることを意味する。心にも及ぶ分だけ使用者側の被害の方が大きいと言える。ただし、記憶は消えても想いは消えない。死（神々の黄昏）を境に終わってしまった過去（神の時代）を葬り、想いを胸に新たに歩き出すための弔いの儀式ともいえる、雷神トールによる遺言たる最後の切り札。なお、発動後にアンインストールして再度夢幻召喚した場合、ミョルニルなどの使用が可能であるかは不明。

### ゲストキャラクター
高町 なのは（たかまち なのは）
『魔法少女リリカルなのは The MOVIE 1st』のキャラクター。コラボレーション企画による特別編で登場。イリヤや美遊が異空間に閉じ込められた際に出会った異世界の魔法少女で、3人で「魔法少女同盟」を結成して共に脱出のために協力し合う。力は凄まじいようでありルビーの測定によると魔法少女力、略してMS力53万を誇る（イリヤを1万とした場合）。イリヤは「こんなにかわいいのに何か圧倒的プレッシャーを感じる」と評していた。
フェイト・テスタロッサ（Fate Testarossa）
『魔法少女リリカルなのは The MOVIE 1st』のキャラクター。コラボレーション企画による特別編で登場。MS力は測定不能。なのはとはライバル同士で、なのはが「友達になりたいと思ってる」女の子。イリヤやなのはたちと一緒に異空間に閉じ込められた際、脱出のために一時的に協力した。

## 設定

### 魔法少女関連
カレイドライナー
2本1対の魔術礼装「カレイドステッキ」により魔法少女となった者の総称。ステッキの機能により、あらゆる並行世界にアクセスでき、これをもって無限の魔力と無限の可能性が顕現した姿を法則を飛び越えて現実の世界に呼び込む能力を持つ。またステッキそのものも、あらゆる偶発的な事象の結実によって制作されてしまった、本世界の魔術理論からしても決して創られえないはずの魔術品である。
無限の魔力をもって無限の可能性の中から因果と理論を越えて術者に望ましい現象を導き出し、魔術に加工されない純粋な「魔力」を練り上げて使用する、という作品世界の法則を完全に無視した能力から「カレイドの魔法少女は無敵」と称されるものの、その強大な力に振り回されることも多く、あくまでもカレイドの能力は「道具」に過ぎないために、術者の経験値・思考などもあいまって、決して万能の存在ではない（例えば美遊の場合は、その頭の固さゆえにカレイドステッキの機能をフル活用できずにいるし、イリヤの場合は精神の不安定さやクロの分離もあいまって弱体化する羽目に陥る。本編では「水（魔力）を無限に供給できてもそれを汲み出すバケツ（変身者）の容量が小さければ、それに見合うだけの活用しかできない」と解説された）。ステッキを手放して30秒経過後、あるいは50メートル以上ステッキから離れると強制的に転身が解除されてしまう。
また、カレイドステッキが2本1対の存在であることが示すように「カレイドの魔法少女は2人で1つ」と定義されている。これは並行世界からの無尽蔵の魔力は単身では制御不能であり、カレイドの魔法少女の連携で、ようやく制御可能となるため。それゆえに、その能力の完全な発動にはカレイドの魔法少女となった者たちによる正しい信頼に基づいた完全なチームワークと同期（シンクロ）が必須となる。
カレイドステッキ
カレイドステッキは上記の通り「マジカルルビー」と「マジカルサファイア」の2本が存在し、これをもって変身した者はそれぞれ魔法少女たる「カレイドルビー・（個体名）」「カレイドサファイア・（個体名）」と呼称される。そのため本作の主人公であるイリヤが変身した際の正式名は「魔法少女 カレイドルビー・プリズマ☆イリヤ」となる。凛、ルヴィア、美遊がそれぞれ変身した際にもそれぞれの正式名が存在するはずだが、本作内では表記されていない。
マスター契約には、被契約者の体液採取・直接接触・名前の認識を必要とする。本来契約できるのはステッキ毎に一名のみだが、他の人間を一時的にゲスト承認する事は可能。
ツヴァイフォーム
ルビーとサファイアの同時使役による両ステッキの融合化で顕現する形態。反則にも等しい裏形態とも言われる。上記のとおり並行世界からの無尽蔵の魔力は単身では制御不能なのだが、このツヴァイフォームをもってすれば単身でも制御は可能となる。ただしツヴァイフォームは魔力制御のために、自前の魔力回路のみならず、体中の全器官（主には神経・骨格・筋肉・血管および血液・リンパ節の全経路と身体の物理的構造素体そのもの）を魔術回路へと疑似承認させ、これらを物理消費することで自らの意志を集中させた魔力へと投じている。それはいわば自らの体を少しずつ魔力で焼き切っているのと同義であるため、体への負荷は尋常ではなく、この形態を長時間使用する事はゆるやかな自殺行為とほぼ同義である。
美遊の強化フォーム
美遊が神稚児の力を行使して、身に纏った強化形態。全体的に和風で、稚児の服に赤いミニスカート、高下駄。背中には金色の羽衣状の金輪を背負っている。髪も身長より長く結っており、瞳の色が橙から神稚児の証でもある赤に変わっている。カレイドサファイアも細工のついた純和風の大杖に変化した。能力は未知数だがツヴァイフォームに匹敵しておりダリウスの攻撃を杖一振りで駄陣にした。最大の要素は英霊たちをクラスカードから開放し、召喚する事が可能。それは美遊が「聖杯戦争の勝者として叶えられる願い」を行使したため。初出は本編ではなく、Fate/Grand Order内でのFate/Kaleid liner プリズマ☆イリヤ ツヴァイ ヘルツ！コラボゲームイベント「魔法少女紀行 ~プリスマ☆コーズ　Re-install~」での実装カード「美遊・エーデルフェルト」の第3再臨(最終覚醒 )時の衣装で「美遊がイリヤと出会わずに魔法少女となったすがた」で本編に逆輸入された形である。
パンドラ魔法少女フォーム
第75話後編にてパンドラの「美遊にとって私は誰？」の問いに美遊「あなたを定義しない。好きにすればいい」の答えに憤怒し「魔法少女」に変身したパンドラの形態。髪はツインテールに纏められ、意匠は露出の高い黒い服装。全体的にはカレイドルビーに似ているが所々こうもり羽の意匠が付いている。ステッキの形は鍵。

### 物語の舞台
鏡面界
イリヤ達が暮らしている世界と平行世界の境界面にある、クラスカードによって造られた世界。区画が設定されており、英霊を倒すと消滅する。
空間の広さは魔力の歪みに比例するので、カードを回収するたびに狭まってゆく。また、英霊を倒すにはその空間の内部へ侵入する必要があり、英霊を空間の外へおびき出すことも不可能なので、必然的にその空間内で対決することになる。それゆえ序盤から中盤にかけては魔力弾を主体とした遠距離戦がメインだが、終盤戦ではカードを用いての近距離戦になってゆく。
並行世界
『Fate』シリーズをはじめ、TYPE-MOON作品で頻出するキーワードの1つ。いわゆる「別の可能性を描いた世界」である。並行世界への干渉は、魔術の域を超えた魔法として認知されている。
当初は話題に挙がる程度であったが、『ドライ』より舞台は実際に並行世界の冬木へと移動する。そこでは、以下のような出来事があったために人間を含む数多くの動植物が死に絶えており、早ければ10世代も保たずに世界が滅びるといわれている。
- 5年前に起きた第4次聖杯戦争で発生した闇によって、深山町の大範囲に半径およそ1km円のクレーターが形成されている。
- 地軸の傾きが変わり、「夏に雪が降る」「海岸線がはるか遠くになる」など、惑星規模の気候変動が起こっている。
- 世界に満ちるマナが枯れ始めており、すでに枯渇した地域ではそれに代わって全生物に有毒な未知の物質が充満している。

以上のような荒廃した世界観は、奈須きのこの作品『鋼の大地』のそれと類似している。
実はパンドラが箱を開かなかった可能性のパンドラの箱の中の仮想世界であり、神話の時代から異なっている。そのため、パンドラの伝承自体はあるが、パンドラの箱の伝承は残っていない。

### クラスカード関連
クラスカード / サーヴァントカード
英霊と呼ばれる者の力が宿った危険なカード。冬木の地に計7枚のカードが眠っており、協会によって2枚が回収されている。カードに宿っている英霊は原作『Fate/stay night』（アサシンはスピンオフ作品『Fate/Zero』）でサーヴァントとして召喚されたものと同じ。後に8枚目のカードが冬木市の地脈の収縮点に埋まっていることが判明した。
ツヴァイ終盤で並行世界からやってきたアイテムであることが示唆され、ドライにてエインズワース家が聖杯戦争のために用意したアイテムで、本来はサーヴァントカードと呼ぶことが判明する。
限定展開（インクルード）
クラスカードに込められた英霊の力の一部をカレイドステッキを媒体にし引き出す。大抵は英霊の武器（宝具）を召喚する。ただし召喚されるのは、あくまでも「武器（宝具）という道具」なので英霊の能力と掛け合わせて使用するタイプの道具だと、カレイドライナー側に使うための能力が備わっていないため、喚び出しても意味が無い場合がある。一度使用すると、数時間は使えなくなる。
夢幻召喚（インストール）
クラスカードの真の力で、サーヴァントカードとしての本来の使用方法。英霊の力を自身の体を媒体にし具現化させることで、その能力をフルに発揮する。自身の秘められた能力を開放させたイリヤはカードのみで発動させているが、当初の美遊は詠唱を行っていた。
並列限定展開（パラレル・インクルード）
バーサーカーを倒すために共振した二つのカレイドステッキを交差させ、一枚のクラスカードから複数の宝具を召喚させた。第二魔法キシュア・ゼルレッチの応用。

### 魔術家
アインツベルン
アイリとイリヤの生家である魔術師の一族。聖杯戦争に携わり、聖杯の作製を担当している所までは原作と同様だが、非常に閉鎖的で他の家との関わりを完全に絶っている。原点と異なり凛も当初は詳細を把握していなかった。アイリ曰くもう存在していないらしい。原作では、第三魔法の魔法使いの弟子により造られたホムンクルスを鋳造する巨大な魔術工房である。作中では明示されていない。
エインズワース
平行世界の冬木において居を構える魔術師の一族。美遊の存在から逆算して聖杯戦争の術式を構築し、これを興す。その目的は聖杯を用いた「世界の救済」そのものであり、この世界における「正義の味方」に位置する存在。本来は低級の魔術とされる「置換魔術」に特化しており、これを駆使することで術式を構築している。またエインズワースの当主は男女問わず代々初代当主ダリウスに置換されており、1000年間続いている。最初はダリウスの精神体に憑りつかれ精神を侵されるが徐々に身体機能を奪い、最終的には姿と人格を全てダリウスに置換され、当主個人の人格は消滅する。またエインズワースの当主からダリウスに置換されるまでの猶予は存在する。そのため代々当主はその宿命のため生きることに無気力になっていることが多い。
ドールズ
エインズワース家が使役している魔術師。いずれもクラスカードの「夢幻召喚」を可能としている。その正体は人形に死者の人格を置換したもの。置換された人格には感情、記憶などの何らかの問題が必ず発生する。

### その他の重大用語
ピトス　（パンドラの箱）
「プリズマ☆イリヤ　ドライ」の平行世界の冬木市で聖杯以上に重要なアイテム。現在はエインズワース邸上空に隠されている巨大な立方体だが、正体はまだ開けていないパンドラの箱。パンドラがオリュンポスの神々から人類が滅んでいない可能性を開放し、世界を再生する道具として少女（パンドラ）と対になる箱として作られ、人間が完全に滅んでいない限りは開けないことを神々から忠告されて以来、6000年間開けていない。そのため箱は禍々しいほど黒く、地球を覆うほどの泥が流れ続けている。また箱が解放されないまま6000年が経過したことでその可能性が降り積もり新たな歴史を形成するほどの無限大のエネルギーがたまっており、もし開けると現在の歴史が上書きされ、消滅することになる。そのことから凛からは「聖杯以上の聖杯」「神代の神々が作った願望器」と仮定されるほど。ところがパンドラ自身は鍵としての力を失っており、ピトスの制御はおろか開けることができない。ダリウスの狙いでもある。
パンドラが泥から創られたこともあり泥から黒化英霊を無尽蔵に生成し、傷も付けさせないほど強い力を持つ。
その正体は、オリュンポス十二神が造り出した、あらゆる地球上の可能性を仮想世界として内包した装置「強制分枝再生装置」である。
置換魔術
エインズワース家が多用する魔術。本来は低級の魔術だが、初代当主で魔術師であるダリウス・エインズワースが高度に発展させた。本来は死期が近づくダリウスが愛していたパンドラをおいて死ぬことを恐れたことで編み出したパンドラの箱を触媒とした魔術。パンドラの箱にはあらゆる仮想世界がバックアップとして内蔵しており、その置換はダリウスの存在含め仮想世界からまるごと転送して使用しており、実質上ダリウスの存在を魔術基盤とした転送魔術であることが判明した。ただし、パンドラの箱の仮想世界では、エインズワース家の者達がいないため使用不可となる。

### 劇中劇
魔法少女マジカル☆ブシドームサシ
イリヤやリズが好んで視聴している、魔法少女もののテレビアニメ。作中世界では日曜日の朝に第2シリーズ「魔法少女マジカル☆ブシドームサシSLASH」が放送中で、第1シリーズ（全52話）はDVDボックスがリリースされている。イリヤの思い描く魔法少女像は、この作品が大きく影響している。ストーリーの軸としては「相対的な善と悪」が示されている。
ムサシ
声 - ブリドカットセーラ恵美
本作の主人公の魔法少女。自称・愛と正義と仁義の使者。二刀流のようなステッキを武器にしている。「斬り倒す」と形容される一見魔法少女らしからぬインファイトな戦闘スタイルが持ち味らしい。また空も飛べる。武器の名前は「マジカル☆ヤッパ」 と「マジカル☆トカレフ」。
なおキャラクターデザインは皇ハマオが担当した。
イオリ
声 - 佐土原かおり
アニメ版より登場。ムサシのマスコットキャラクター的存在で、彼女に魔法の力を与える使い魔。
コジロウ / バイケン
小説版にて言及。ムサシの仲間であるらしいが詳細は不明。

## 書誌情報
- Fate/stay night（TYPE-MOON）（原作） / ひろやまひろし（作画） 『Fate/kaleid liner プリズマ☆イリヤ』 角川書店〈カドカワコミックス・エース〉、全2巻
  1. 2008年4月26日発売、ISBN 978-4-04-715048-5
  2. 2008年12月26日発売、ISBN 978-4-04-715142-0
    - アニメ化に伴い1巻・2巻共に書き下ろしの新規絵柄カバーへと変更された。
- Fate/stay night（TYPE-MOON）（原作） / ひろやまひろし（作画） 『Fate/kaleid liner プリズマ☆イリヤ ツヴァイ！』 角川書店〈カドカワコミックス・エース〉、全5巻
  1. 2009年12月26日発売、ISBN 978-4-04-715350-9
  2. 2010年7月26日発売、ISBN 978-4-04-715486-5
  3. 2011年1月26日発売、ISBN 978-4-04-715619-7
  4. 2011年10月8日発売、ISBN 978-4-04-715799-6
    - ねんどろいどぷち「プリズマイリヤ」とオリジナルドラマCDが付属する限定版（ISBN 978-4-04-900811-1）が先んじて9月26日に発売。

  5. 2012年3月26日発売、ISBN 978-4-04-120158-9
- Fate/stay night（TYPE-MOON）（原作） / ひろやまひろし（作画） 『Fate/kaleid liner プリズマ☆イリヤ ドライ!!』 角川書店〈カドカワコミックス・エース〉、既刊14巻（2024年6月25日現在）
  1. 2012年11月26日発売、ISBN 978-4-04-120500-6
  2. 2013年6月26日発売、ISBN 978-4-04-120747-5
  3. 2013年7月25日発売、ISBN 978-4-04-120802-1
  4. 2014年3月26日発売、ISBN 978-4-04-121022-2
    - 地上波未放送のテレビアニメ版第1期のOVAが付属する限定版（ISBN 978-4-04-120815-1）が先んじて3月10日に発売。

  5. 2014年10月25日発売、ISBN 978-4-04-102122-4
  6. 2015年8月10日発売、ISBN 978-4-04-102123-1
    - 地上波未放送のテレビアニメ版第2期のOVAが付属する限定版（ISBN 978-4-04-102198-9）が先んじて7月25日に発売。

  7. 2016年3月26日発売、ISBN 978-4-04-104084-3
  8. 2016年11月26日発売、ISBN 978-4-04-104688-3
  9. 2017年8月25日発売、ISBN 978-4-04-106004-9
  10. 2018年7月26日発売、ISBN 978-4-04-106005-6
    - 小冊子付の特装版（ISBN 978-4-04-107282-0）が同時発売。

  11. 2020年5月26日発売、ISBN 978-4-04-108771-8
  12. 2021年5月26日発売、ISBN 978-4-04-111490-2
  13. 2022年6月24日発売、ISBN 978-4-04-112514-4
    - B5判豪華ハードカバー画集が付属する特装版（ISBN 978-4-04-112513-7）が同日発売。

  14. 2024年6月25日発売、ISBN 978-4-04-113791-8

## テレビアニメ
2013年7月から9月まで放送された。テレビ放送に先駆け、ニコニコ生放送にて先行配信された。全10話。
なお、当初はTOKYO MXとAT-Xにて事前特番『Fate/kaleid liner プリズマ☆イリヤ 放送直前スペシャル プリズマ☆スコープ』の放送が予定されていたが、諸事情により急遽放送中止となった。
第1期放送終了後には、第2期の制作決定が発表された。『Fate/kaleid liner プリズマ☆イリヤ ツヴァイ！』のタイトルで、2014年7月から同年9月まで放送された。全10話。
第2期放送終了後には、第2期の続編（アニメとしては第3期）の制作決定が発表された。 『Fate/kaleid liner プリズマ☆イリヤ ツヴァイ ヘルツ！』のタイトルで、2015年7月から同年9月まで放送された。全10話。原作では『ツヴァイ！』のエピローグが『ドライ!!』の冒頭部分に直結していたが、アニメでは終盤の展開が変更され、『ドライ!!』にはつながらずに物語に一旦区切りを付けている。マジカルサファイア役を演じた松来未祐は本作の放送開始前に病気療養に伴う休業に入ったが、収録自体は療養前に完了していたため、代役は立てられなかった。その後、10月27日に松来が死去したため、本作は彼女の遺作の1つとなった。そのため、松来の死去からしばらくの間、公式サイトには追悼メッセージが掲載されていた。
第3期放送終了後には、第4期の制作決定が発表された。『Fate/kaleid liner プリズマ☆イリヤ ドライ!!』のタイトルで、2016年7月6日から同年9月21日まで放送された。全12話で構成され、従来よりも放送期間が若干延長されていた。マジカルサファイア役は、新たにかかずゆみが担当する。原作の展開上、過去のシリーズと比べてシリアスかつ連続性の強いストーリーとなり、アクションシーンも多く、それに合わせる形で一部スタッフを変更するなど、新体制での制作となっている。また、『ツヴァイ ヘルツ！』まで放送していた三重テレビとぎふチャンでの放送がなくなった。
第4期放送終了後には、劇場アニメとOVAが制作されている。

### スタッフ
|                               | 第1期                                                                                        | 第2期                                                                                        | 第3期                                                                                        | 第4期                                                                                        |
| ----------------------------- | -------------------------------------------------------------------------------------------- | -------------------------------------------------------------------------------------------- | -------------------------------------------------------------------------------------------- | -------------------------------------------------------------------------------------------- |
| 原作                          | ひろやまひろし、TYPE-MOON（株式会社KADOKAWA 月刊コンプエース連載・角川コミックス・エース刊） | ひろやまひろし、TYPE-MOON（株式会社KADOKAWA 月刊コンプエース連載・角川コミックス・エース刊） | ひろやまひろし、TYPE-MOON（株式会社KADOKAWA 月刊コンプエース連載・角川コミックス・エース刊） | ひろやまひろし、TYPE-MOON（株式会社KADOKAWA 月刊コンプエース連載・角川コミックス・エース刊） |
| 監督                          | 大沼心（第2期からは総監督）                                                                  | 大沼心（第2期からは総監督）                                                                  | 大沼心（第2期からは総監督）                                                                  | 大沼心（第2期からは総監督）                                                                  |
| 監督                          | 坂本隆、湊未來 （チーフディレクター）                                                        | 神保昌登                                                                                     | 神保昌登                                                                                     | 神保昌登                                                                                     |
| 監督                          | 坂本隆、湊未來 （チーフディレクター）                                                        | 高橋賢（第2期・第3期はアクション監督）                                                       |                                                                                              |                                                                                              |
| シリーズ構成                  | 井上堅二                                                                                     | 井上堅二                                                                                     | 井上堅二                                                                                     | 井上堅二                                                                                     |
| キャラクターデザイン          | 牛島希                                                                                       | 牛島希                                                                                       | 牛島希                                                                                       | 平田和也                                                                                     |
| 3D監督                        | 稲葉葵（CGディレクター）                                                                     | 稲葉葵（CGディレクター）                                                                     | 飯田祐輝                                                                                     | 飯田祐輝                                                                                     |
| 美術監督                      | 前田実                                                                                       | 立石健                                                                                       | 立石健                                                                                       | 森川裕史                                                                                     |
| 色彩設計                      | 木幡美雪                                                                                     | 平井麻実                                                                                     | 平井麻実                                                                                     | 平井麻実                                                                                     |
| 撮影監督                      | 中西康祐                                                                                     | 中西康祐                                                                                     | 中西康祐                                                                                     | 中西康祐                                                                                     |
| 編集                          | 坪根健太郎                                                                                   | 坪根健太郎                                                                                   | 坪根健太郎                                                                                   | 坪根健太郎                                                                                   |
| 音楽                          | 加藤達也                                                                                     | 加藤達也                                                                                     | 加藤達也                                                                                     | TECHNOBOYS PULCRAFT GREEN-FUND                                                               |
| 音楽制作                      | ランティス                                                                                   | ランティス                                                                                   | ランティス                                                                                   | ランティス                                                                                   |
| 音楽プロデューサー            | 斎藤滋                                                                                       | 斎藤滋                                                                                       |                                                                                              | 佐藤純之介                                                                                   |
| 音楽プロデューサー            | 吉江輝成                                                                                     |                                                                                              |                                                                                              |                                                                                              |
| 音響監督                      | 飯田里樹                                                                                     | 土屋雅紀                                                                                     | 土屋雅紀                                                                                     | 土屋雅紀                                                                                     |
| プロデューサー                | 田村淳一郎                                                                                   | 田村淳一郎                                                                                   | 田村淳一郎                                                                                   | 田村淳一郎                                                                                   |
| プロデューサー                | 松木あい                                                                                     | 松木あい                                                                                     | 加藤友季子                                                                                   | 加藤友季子                                                                                   |
| アニメーション プロデューサー | 金子逸人                                                                                     | 金子逸人                                                                                     | 金子逸人                                                                                     | 金子逸人                                                                                     |
| アニメーション プロデューサー |                                                                                              | 伏見宣人                                                                                     |                                                                                              |                                                                                              |
| アニメーション制作            | SILVER LINK.                                                                                 | SILVER LINK.                                                                                 | SILVER LINK.                                                                                 | SILVER LINK.                                                                                 |
| 製作                          | 「プリズマ☆イリヤ」 製作委員会                                                               | 「プリズマ☆イリヤ ツヴァイ！」 製作委員会                                                    | 「プリズマ☆イリヤ ツヴァイ ヘルツ！」 製作委員会                                             | 「プリズマ☆イリヤ ドライ!!」 製作委員会                                                      |

### 主題歌
第1期
オープニングテーマ「starlog」
作詞 - 松井洋平 / 作曲・編曲 - 川本新 / 歌 - ChouCho
第10話では挿入歌としても使用。
エンディングテーマ
「Prism Sympathy」（第1話 - 第8話、第10話）
作詞 - こだまさおり / 作曲・編曲 - 高田暁 / 歌 - StylipS
OVAでは挿入歌としても使用。
「ツナグキズナ・ツツムコドク」（第9話）
作詞 - こだまさおり / 作曲・編曲 - 高田暁 / 歌 - StylipS

挿入歌「kagami」（第9話）
作詞 - 松井洋平 / 作曲・編曲 - 石川智久 / 歌 - ChouCho

第2期
オープニングテーマ「moving soul」
作詞・歌 - 栗林みな実 / 作曲 - 桑原聖 / 編曲 - 酒井拓也
第1話では未使用。
エンディングテーマ「TWO BY TWO」
作詞 - 松井洋平 / 作曲・編曲 - 高田暁 / 歌 - 幸田夢波

第3期
オープニングテーマ「ワンダーステラ」
作詞 - 林英樹 / 作曲 - 佐藤純一 / 編曲・歌 - fhána
第10話では挿入歌として使用。
エンディングテーマ
「ハプニング☆ダイアリー」（第1話 - 第5話）
作詞 - 真崎エリカ / 作曲・編曲 - 本田光史郎 / 歌 - 幸田夢波
「Wishing diary」（第6話 - 第10話）
作詞 - 真崎エリカ / 作曲 - 南直博 / 編曲 - 島崎貴光 / 歌 - 幸田夢波

第4期
オープニングテーマ「Asterism」
作詞・歌 - ChouCho / 作曲・編曲 - AstroNoteS / ストリングスアレンジ - 川本新
第12話では挿入歌としても使用。
エンディングテーマ
「WHIMSICAL WAYWARD WISH」（第1話 - 第8話、第10話 - 第12話）
作詞・作曲・編曲 - TECHNOBOYS PULCRAFT GREEN-FUND / 歌 - TECHNOBOYS PULCRAFT GREEN-FUND feat.幸田夢波
第10話からはアニメーションの一部と歌詞の変更。
「cuddle」（第9話）
作詞 - 松井洋平 / 作曲・編曲 - 石川智久 / 歌 - ChouCho

### 各話リスト
| 話数                       | サブタイトル                     | 脚本     | 絵コンテ                              | 演出            | 作画監督 | 総作画監督             |
| 第1期                      | 第1期                            | 第1期    | 第1期                                 | 第1期           | 第1期 | 第1期                  |
| -------------------------- | -------------------------------- | -------- | ------------------------------------- | --------------- | --- | ---------------------- |
| 第1話                      | 誕生！ 魔法少女！                | 井上堅二 | 大沼心 湊未來                         | 坂本隆          | 牛島希、氏家嘉宏 平田和也、山吉一幸 | 牛島希                 |
| 第2話                      | 誰？                             | 井上堅二 | 二瓶勇一 高橋賢                       | 玉村仁          | 青野厚司、柴田志郎 | 牛島希 氏家嘉宏        |
| 第3話                      | ガール ミーツ ガール             | 井上堅二 | 中野一巳                              | 福多潤          | 若山政志 | 牛島希                 |
| 第4話                      | 負けました                       | 水瀬葉月 | 花札虎南 高橋賢                       | 河村智之        | 山吉一幸、丸山修二 平田和也、滝川和男 | 氏家嘉宏               |
| 第5話                      | 選択肢は2つ…？                   | 水瀬葉月 | 川口敬一郎                            | 山口頼房        | 明珍宇作 | 氏家嘉宏               |
| 第6話                      | 空白 夜の終わり                  | 水瀬葉月 | 渡部高志 高橋賢                       | 神保昌登        | のりみそのみ、熊谷勝弘 峯岸桃子、北原章雄 牛島希、山吉一幸                                                                               | 牛島希 氏家嘉宏        |
| 第7話                      | 勝利と逃走                       | 井上堅二 | 花札虎南                              | 福多潤          | 出野喜則、若山政志 | 氏家嘉宏               |
| 第8話                      | 普通の女の子に戻ります           | 井上堅二 | 野田めぐみ                            | 榎本守          | 平田和也 | 平田和也               |
| 第9話                      | ここで終わらせる                 | 井上堅二 | 川口敬一郎 湊未來                     | 湊未來          | 北原章雄、山吉一幸 野田めぐみ、古市佳介 林奈緒子、保村成 村上真紀、平田和也                                                              | 牛島希 高橋賢 氏家嘉宏 |
| 第10話                     | Kaleidoscope                     | 井上堅二 | 川口敬一郎 高橋賢 野田めぐみ 神保昌登 | 神保昌登        | 若山政志、山吉一幸 のりみそのみ、柴田志郎 平田和也                                                                                       | 牛島希 高橋賢 氏家嘉宏 |
| OVA                        | 運動会 DE ダンス！               | 水瀬葉月 | 湊未來                                | 神保昌登        | 野田めぐみ、平田和也 山吉一幸、澤入祐樹 出野喜則、渡辺亜彩美                                                                             | -                      |
| ツヴァイ！（第2期）        |                                  |          |                                       |                 | |                        |
| 第1話                      | イリヤ grow up!?                 | 井上堅二 | 神保昌登                              | 神保昌登        | 平田和也 | 平田和也               |
| 第2話                      | イリヤ×イリヤ                    | 水瀬葉月 | 木村泰大                              | 木村泰大        | 山吉一幸、古屋けだま | -                      |
| 第3話                      | 日常ブレイカー                   | 井上堅二 | 榎本守                                | 榎本守          | 橋口隼人、出野喜則 | 平田和也               |
| 第4話                      | 嵐の転校生                       | 井上堅二 | 湊未來                                | 丸山由太        | 澤入祐樹 | 澤入祐樹               |
| 第5話                      | それは、つまり                   | 井上堅二 | 川面真也                              | 榎本守          | 平田和也、佐藤香織 古屋けだま | -                      |
| 第6話                      | 嘘と強がりの向こう側             | 井上堅二 | 神保昌登 高橋賢                       | 神保昌登 高橋賢 | 平田和也、山吉一幸 出野喜則、氏家嘉宏 澤入祐樹                                                                                           | -                      |
| 第7話                      | 激突！クッキン・シスターズ       | 井上堅二 | 田村正文                              | 田村正文        | 田村正文 | -                      |
| 第8話                      | 彼女の名は                       | 水瀬葉月 | 小島正士                              | 丸山由太        | 山吉一幸、氏家嘉宏 澤入祐樹、佐藤香織 平田和也、出野喜則                                                                                 | -                      |
| 第9話                      | 独りの戦い                       | 水瀬葉月 | 木村泰大                              | 木村泰大        | 山吉一幸、古屋けだま 澤入祐樹、秋山泰彦 平田和也、氏家嘉宏                                                                               | -                      |
| 第10話                     | その手が守ったものは             | 水瀬葉月 | 神保昌登                              | 神保昌登        | 山吉一幸、平田和也 氏家嘉宏、澤入祐樹 出野喜則、佐藤香織                                                                                 | -                      |
| OVA                        | 魔法少女in温泉旅行               | 水瀬葉月 | 神保昌登                              | 神保昌登        | 山吉一幸、平田和也 古谷梨絵、佐藤香織 澤入祐樹、氏家嘉宏 出野喜則                                                                        | -                      |
| ツヴァイ ヘルツ！（第3期） |                                  |          |                                       |                 | |                        |
| 第1話                      | 鏡にしてるみたいでイヤなんだけど | 井上堅二 | 湊未来                                | 丸山由太        | 山吉一幸、佐藤香織 出野喜則、澤入祐樹 | 平田和也               |
| 第2話                      | トリコロール・バースデー         | 井上堅二 | 田村正文                              | 田村正文        | 田村正文 | -                      |
| 第3話                      | 命短し腐れよ乙女                 | 井上堅二 | 木村泰大                              | 木村泰大        | 大沢美奈 | 平田和也               |
| 第4話                      | てーまぱーく・ぱにっく！         | 水瀬葉月 | 河村智之                              | 河村智之        | 山吉一幸、出野喜則 澤入祐樹、平田和也 古谷梨絵                                                                                           | 山吉一幸               |
| 第5話                      | 浴衣と花火                       | 井上堅二 | 神保昌登                              | 井上圭介        | 平田和也、古谷梨絵 | 平田和也               |
| 第6話                      | Blue glass moon                  | 水瀬葉月 | 川口敬一郎                            | 田村正文        | 遠藤大輔、田村正文 | 山吉一幸               |
| 第7話                      | 執行者                           | 水瀬葉月 | 高橋賢                                | 高橋賢          | 山吉一幸、佐藤香織 出野喜則、秋山泰彦 平田和也、澤入祐樹 古谷梨絵、高橋賢                                                                | -                      |
| 第8話                      | 監視者                           | 水瀬葉月 | 神谷智大                              | 丸山由太        | 山吉一幸、佐藤香織 平田和也、古谷梨絵 澤入祐樹                                                                                           | 澤入祐樹 高橋賢        |
| 第9話                      | 金色の少年                       | 水瀬葉月 | 木村泰大                              | 木村泰大        | 山吉一幸、佐藤香織 平田和也、出野喜則 澤入祐樹、古谷梨絵 高橋賢                                                                          | -                      |
| 第10話                     | 世界の片隅で君の名を             | 井上堅二 | 神保昌登                              | 神保昌登        | 山吉一幸、佐藤香織 平田和也、出野喜則 澤入祐樹、古谷梨絵 高橋賢                                                                          | -                      |
| ドライ!!（第4期）          |                                  |          |                                       |                 | |                        |
| 第1話                      | 銀色に沈む街                     | 井上堅二 | 高橋賢                                | 高橋賢          | 山吉一幸、澤入祐樹 佐藤香織、古谷梨絵 出野喜則                                                                                           | 平田和也               |
| 第2話                      | 邂逅と再会                       | 水瀬葉月 | 大石美絵                              | 佐々木勅嘉      | 大橋圭、近岡直 五味伸介 米田紘（アクション）                                                                                             | 山吉一幸               |
| 第3話                      | 君の本当の敵                     | 井上堅二 | 神谷智大                              | 神谷智大        | 平田和也、山吉一幸 佐藤香織、古谷梨絵 佐々木一浩、木下由美子 栗井重紀 神谷智大（アクション）                                             | 澤入祐樹               |
| 第4話                      | 弱虫の妹へ                       | 水瀬葉月 | 丸山由太 神保昌登 青木慎平 高橋賢     | 丸山由太        | 古谷梨絵、佐藤香織 澤入祐樹、山吉一幸 平田和也 米田紘（アクション） 高橋賢（アクション）                                                 | 平田和也               |
| 第5話                      | リトルレディ、襲来               | 井上堅二 | 湊未来                                | 伊部勇志        | 久松沙紀、古谷梨絵 若山政志、本田辰雄 月岡英明、佐藤香織                                                                                 | 山吉一幸               |
| 第6話                      | 凍てつく敵意                     | 水瀬葉月 | 五味伸介                              | 五味伸介        | 五味伸介 | 澤入祐樹               |
| 第7話                      | 人形とぬいぐるみ                 | 井上堅二 | 大西景介                              | 大西景介        | 瀧本愛 | 平田和也               |
| 第8話                      | 人と道具                         | 水瀬葉月 | 大石美絵                              | 神谷智大        | 塚本歩、栗井重紀 古谷梨絵、佐藤香織 船越麻友美、前原薫 出野喜則 神谷智大（アクション）                                                   | 山吉一幸               |
| 第9話                      | イリヤの選択                     | 井上堅二 | 山岸大吾                              | 山岸大吾        | 福地和浩、木下由美子 古谷梨絵、佐藤香織 平田和也 米田紘（アクション）                                                                    | 澤入祐樹               |
| 第10話                     | 姫の元へ                         | 水瀬葉月 | 京極義昭                              | 井上圭介        | 久松沙紀、松浦里美 佐々木睦美、飯飼一幸 船越麻友美、冨田佳享 栗井重紀、服部憲知 古谷梨絵、佐藤香織 氏家義宏、前原薫 米田紘（アクション） | 平田和也               |
| 第11話                     | 独りじゃない                     | 水瀬葉月 | 高橋賢                                | 高橋賢          | 古谷梨絵、服部憲知 飯飼一幸、冨田佳享 栗井重紀、船越麻友美 米田紘、佐藤香織 松村りんご、澤入祐樹 山吉一幸、平田和也 高橋賢（アクション） | 山吉一幸               |
| 第12話                     | 繋いだ奇跡                       | 井上堅二 | 川口敬一郎                            | 丸山由大        | 高橋賢、平田和也 澤入祐樹、山吉一幸 古谷梨絵、佐藤香織 出野喜則、佐々木睦美 前田義宏、久松沙紀 船越麻友美 神谷智大（アクション）         | 澤入祐樹 平田和也      |

### 放送局
| 放送期間                                        | 放送時間                                                  | 放送局      | 対象地域 | 備考                                       |
| ----------------------------------------------- | --------------------------------------------------------- | ----------- | -------- | ------------------------------------------ |
| 2013年7月13日 - 7月27日 2013年8月3日 - 9月14日  | 土曜 1:30 - 2:00（金曜深夜） 土曜 1:30 - 1:59（金曜深夜） | TOKYO MX    | 東京都   | 製作委員会参加                             |
| 2013年7月14日 - 9月15日                         | 日曜 3:00 - 3:30（土曜深夜）                              | BS11        | 日本全域 | BS放送 / 『ANIME+』枠                      |
| 2013年7月15日 - 9月16日                         | 月曜 0:00 - 0:30（日曜深夜）                              | テレ玉      | 埼玉県   |                                            |
|                                                 |                                                           | チバテレ    | 千葉県   |                                            |
|                                                 |                                                           | tvk         | 神奈川県 |                                            |
|                                                 | 月曜 0:30 - 1:00（日曜深夜）                              | サンテレビ  | 兵庫県   |                                            |
| 2013年7月15日 - 8月12日 2013年8月19日 - 9月16日 | 月曜 2:30 - 3:00（日曜深夜） 月曜 2:05 - 2:35（日曜深夜） | TVQ九州放送 | 福岡県   |                                            |
| 2013年7月16日 - 9月17日                         | 火曜 23:30 - 水曜 0:00                                    | AT-X        | 日本全域 | CS放送 / 製作委員会参加 / リピート放送あり |
| 2013年7月17日 - 9月18日                         | 水曜 0:00 - 0:30（火曜深夜）                              | 岐阜放送    | 岐阜県   |                                            |
| 2013年7月18日 - 9月19日                         | 木曜 1:20 - 1:50（水曜深夜）                              | 三重テレビ  | 三重県   |                                            |

| 配信期間                | 配信時間               | 配信サイト     | 備考                                               |
| ----------------------- | ---------------------- | -------------- | -------------------------------------------------- |
| 2013年7月6日 - 9月7日   | 土曜 23:30 - 日曜 0:00 | ニコニコ生放送 | 先行配信 / タイムシフト非対応 / アーカイブ配信なし |
| 2013年7月19日 - 9月20日 | 金曜 12:00 更新        | dアニメストア  | 製作委員会参加                                     |

| 放送期間                | 放送時間                     | 放送局      | 対象地域 | 備考                                       |
| ----------------------- | ---------------------------- | ----------- | -------- | ------------------------------------------ |
| 2014年7月10日 - 9月11日 | 木曜 1:35 - 2:05（水曜深夜） | TOKYO MX    | 東京都   | 製作委員会参加                             |
|                         | 木曜 2:00 - 2:30（水曜深夜） | サンテレビ  | 兵庫県   |                                            |
|                         | 木曜 2:40 - 3:10（水曜深夜） | TVQ九州放送 | 福岡県   |                                            |
|                         | 木曜 22:00 - 22:30           | AT-X        | 日本全域 | CS放送 / 製作委員会参加 / リピート放送あり |
| 2014年7月11日 - 9月12日 | 金曜 1:00 - 1:30（木曜深夜） | チバテレ    | 千葉県   |                                            |
|                         | 金曜 1:05 - 1:35（木曜深夜） | テレ玉      | 埼玉県   |                                            |
|                         | 金曜 1:45 - 2:15（木曜深夜） | 岐阜放送    | 岐阜県   |                                            |
|                         | 金曜 2:20 - 2:50（木曜深夜） | 三重テレビ  | 三重県   |                                            |
| 2014年7月12日 - 9月13日 | 土曜 1:15 - 1:45（金曜深夜） | tvk         | 神奈川県 |                                            |
|                         | 土曜 3:00 - 3:30（金曜深夜） | BS11        | 日本全域 | BS放送 / 『ANIME+』枠                      |

| 配信期間                | 配信時間        | 配信サイト    | 備考      |
| ----------------------- | --------------- | ------------- | --------- |
| 2014年7月13日 - 9月14日 | 日曜 12:00 更新 | dアニメストア | [ 注 21 ] |

| 放送期間                | 放送時間                     | 放送局      | 対象地域 | 備考                                       |
| ----------------------- | ---------------------------- | ----------- | -------- | ------------------------------------------ |
| 2015年7月25日 - 9月26日 | 土曜 1:40 - 2:10（金曜深夜） | TOKYO MX    | 東京都   | 製作委員会参加                             |
|                         | 土曜 22:30 - 23:00           | AT-X        | 日本全域 | CS放送 / 製作委員会参加 / リピート放送あり |
| 2015年7月26日 - 9月27日 | 日曜 3:00 - 3:30（土曜深夜） | BS11        |          | BS放送 / 『ANIME+』枠                      |
| 2015年7月27日 - 9月28日 | 月曜 0:00 - 0:30（日曜深夜） | テレ玉      | 埼玉県   |                                            |
|                         |                              | チバテレ    | 千葉県   |                                            |
|                         |                              | tvk         | 神奈川県 |                                            |
|                         | 月曜 0:30 - 1:00（日曜深夜） | サンテレビ  | 兵庫県   |                                            |
|                         | 月曜 2:35 - 3:05（日曜深夜） | TVQ九州放送 | 福岡県   |                                            |
| 2015年7月29日 - 9月30日 | 水曜 0:00 - 0:30（火曜深夜） | 岐阜放送    | 岐阜県   |                                            |
| 2015年7月30日 - 10月1日 | 木曜 1:20 - 1:50（水曜深夜） | 三重テレビ  | 三重県   |                                            |

第3期の放送開始は最も早い放送TOKYO MXでも7月25日と、他の同期放送の番組から3週間ほど遅れての放送開始となる。地上波・衛星波の全放送局について、同時間帯の前番組『長門有希ちゃんの消失』が全16話構成となっているため。
| 配信期間                 | 配信時間        | 配信サイト         | 備考           |
| ------------------------ | --------------- | ------------------ | -------------- |
| 2015年7月30日 - 10月1日  | 木曜 12:00 更新 | dアニメストア      | 製作委員会参加 |
| 2015年8月4日 - 10月6日   | 火曜 12:00 更新 | auアニメパス       |                |
| 2015年8月6日 - 10月8日   | 木曜 12:00 更新 | Rakuten SHOWTIME   |                |
| 2015年8月13日 - 10月15日 |                 | ニコニコチャンネル | 有料配信       |
|                          |                 | GYAO!              | 以下、同上     |
|                          |                 | バンダイチャンネル |                |

| 放送期間               | 放送時間                     | 放送局      | 対象地域 | 備考                                       |
| ---------------------- | ---------------------------- | ----------- | -------- | ------------------------------------------ |
| 2016年7月6日 - 9月21日 | 水曜 23:00 - 23:30           | AT-X        | 日本全域 | CS放送 / 製作委員会参加 / リピート放送あり |
| 2016年7月7日 - 9月22日 | 木曜 1:05 - 1:35（水曜深夜） | TOKYO MX    | 東京都   | 製作委員会参加                             |
|                        | 木曜 1:30 - 2:00（水曜深夜） | サンテレビ  | 兵庫県   |                                            |
|                        | 木曜 2:35 - 3:05（水曜深夜） | TVQ九州放送 | 福岡県   |                                            |
| 2016年7月8日 -         | 金曜 1:00 - 1:30（木曜深夜） | チバテレ    | 千葉県   |                                            |
|                        |                              | tvk         | 神奈川県 |                                            |
|                        | 金曜 1:05 - 1:35（木曜深夜） | テレ玉      | 埼玉県   |                                            |
| 2016年7月9日 -         | 土曜 3:00 - 3:30（金曜深夜） | BS11        | 日本全域 | BS放送 / 『ANIME+』枠                      |

## 劇場アニメ

### 劇場版Fate/kaleid liner プリズマ☆イリヤ 雪下の誓い
2016年9月21日に制作決定が発表され、2017年2月10日にタイトルが『劇場版Fate/kaleid liner プリズマ☆イリヤ 雪下の誓い』（げきじょうばんフェイト カレイドライナー プリズマイリヤ せっかのちかい）と正式発表された。2017年8月26日公開。同年9月30日には上映劇場の追加が決定した。興行収入は2億7000万円。
原作コミック（『ドライ!!』）の7巻、8巻をほぼ忠実に映像化している。時系列的にいえば、TVアニメ第4期の最後をそのまま受ける形となる。そこに至るまでの説明はほとんどないため、TVアニメもしくは原作コミックに関する知識を必要とする。
内容は、平行世界において、人の願いを無差別に叶える力を持って生まれた「神稚児」たる美遊とたまたま共に暮らすこととなった衛宮士郎が、美遊を守るために平行世界における聖杯戦争を戦い抜き、最後に美遊をイリヤ達の世界へ送り出すまでを描く。イリヤはラストシーンにしか登場せず、主人公は士郎と美遊の二人となる。
主題歌である「kaleidoscope」と「薄紅の月」は、ChouChoによる楽曲で、作詞・作曲をChouCho、編曲を村山☆潤が手掛けている。

### 劇場版Fate/kaleid liner プリズマ☆イリヤ Licht 名前の無い少女
2020年5月21日に新作劇場アニメの制作が発表され、同年12月18日にタイトルが『劇場版Fate/kaleid liner プリズマ☆イリヤ Licht 名前の無い少女』（げきじょうばん フェイト カレイドライナー プリズマイリヤ リヒト なまえのないしょうじょ）と正式発表された。2021年8月27日公開。興行収入は1億100万円。
主題歌は栗林みな実の「Just the truth」。
同年8月29日に行われた公開記念舞台挨拶にて続編の制作が発表された。

### スタッフ（劇場版）
|                                 | 雪下の誓い | 名前の無い少女                                                       |
| ------------------------------- | --- | -------------------------------------------------------------------- |
| 原作                            | ひろやまひろし、TYPE-MOON | ひろやまひろし、TYPE-MOON                                            |
| 監督                            | 大沼心 | 大沼心                                                               |
| 副監督                          | - | 高橋賢                                                               |
| 脚本                            | 井上堅二、水瀬葉月 | 井上堅二、水瀬葉月                                                   |
| 絵コンテ                        | 大沼心、湊未来、川口敬一郎 神谷智大、高橋賢 | 大沼心、高橋賢、金澤洪充                                             |
| 演出                            | 大沼心、井上圭介、五味伸介 神谷智大、高橋賢、湊未来 | 大沼心、丸山由太 高橋賢、徳本善信                                    |
| キャラクターデザイン            | 平田和也 | 平田和也                                                             |
| プロップデザイン                | 氏家嘉宏 | 氏家嘉宏                                                             |
| プロップデザイン                | 青木慎平 | -                                                                    |
| アクション監督                  | 高橋賢 | -                                                                    |
| エフェクト作画監督 3D監修       | - | 高橋賢                                                               |
| 総作画監督                      | 平田和也、山吉一幸 | 平田和也、山吉一幸                                                   |
| 作画監督                        | 佐藤香織、久松沙紀、細田沙織、船越麻友美 澤入祐樹、五味伸介、西尾聡美、武田芽衣 古谷梨江、水崎健太、上西麻耶、高橋瑞紀 藤田亜耶乃、佐藤秋子、坂本龍典、櫻井司 氏家嘉宏、池津寿恵、米田紘、野田めぐみ 出野喜朗、神谷智大 | （50名以上、会社表記もあり膨大なため略）                             |
| 美術監督・美術設定              | 前田実 | 前田実                                                               |
| 色彩設計                        | 平井麻実 | 山口真奈美                                                           |
| 撮影監督                        | 中西康祐 | 山本聖                                                               |
| CGディレクター 3DCGディレクター | 北村浩久 | 北村浩久                                                             |
| 編集                            | 坪根健太郎 | 坪根健太郎                                                           |
| 音響監督                        | 土屋雅紀 | 土屋雅紀                                                             |
| 音楽                            | 加藤達也 | 加藤達也                                                             |
| 音楽                            | TECHNOBOYS PULCRAFT GREEN-FUND | 石川智久                                                             |
| 音楽プロデューサー              | 佐藤純之介、吉江輝成 | 川野勝広                                                             |
| 音楽制作                        | ランティス | ランティス                                                           |
| プロデューサー                  | 田村淳一郎、加藤友季子 | 藤原利紀、金子逸人 吉江輝成、磯谷徳知 有水宗治郎、斎藤宙央           |
| プロデューサー                  | 金子逸人（アニメーション） |                                                                      |
| アニメーション制作              | SILVER LINK. | SILVER LINK.                                                         |
| 製作                            | 「劇場版プリズマ☆イリヤ」製作委員会 | 「Fate/kaleid liner プリズマ☆イリヤ Licht 名前の無い少女」製作委員会 |
| 配給                            | 角川ANIMATION | 角川ANIMATION                                                        |

## OVA
『Fate/kaleid liner Prisma☆Illya プリズマ☆ファンタズム』（フェイト カレイドライナー プリズマイリヤ プリズマファンタズム）のタイトルで、2019年6月14日に劇場公開された。興行収入は7100万円。内容は、原作者のひろやま監修による完全新作オリジナルエピソードで、『プリズマ☆イリヤ』シリーズのキャラクターが総出演する。
このほか、コミックス特典として付属したものや、テレビアニメシリーズのBD / DVDに映像特典として付属したOVAが存在する。

### スタッフ（OVA）
- 原作 - ひろやまひろし・TYPE-MOON
- 監督 - 大沼心
- 脚本 - 井上堅二、水瀬葉月
- キャラクターデザイン - 平田和也
- 音楽制作 - ランティス
- アニメーション制作 - SILVER LINK.
- 製作 - Prisma☆Phantasm製作委員会

### 主題歌（OVA）
オープニングテーマ「カレイド☆フェスティバル！」
作詞 - 松井洋平 / 作曲・編曲 - 矢鴇つかさ / 歌 - 穂群原学園小等部のみんな［イリヤスフィール・フォン・アインツベルン（門脇舞以）、美遊・エーデルフェルト（名塚佳織）、クロエ・フォン・アインツベルン（斎藤千和）、桂美々（佐藤聡美）、嶽間沢龍子（加藤英美里）、栗原雀花（伊藤かな恵）、森山那奈亀（伊瀬茉莉也）］
エンディングテーマ「アフタースクール・ルート」
作詞 - 松井洋平 / 作曲 - 本多友紀 / 編曲 - 脇眞富 / 歌 - イリヤスフィール・フォン・アインツベルン（門脇舞以）、美遊・エーデルフェルト（名塚佳織）、クロエ・フォン・アインツベルン（斎藤千和）

## アニメ関連メディア

### BD / DVD
角川書店（2013年10月1日以降はKADOKAWA）より発売。第1期 - 第3期のDVDには通常版と限定版の2種類があり、BDとDVD限定版には特典が付属する。また、各巻には約5分の新作ショートアニメが収録されている。
| 巻数 | 発売日         | 収録話         | 規格品番  | 規格品番   | 規格品番   | 限定版特典 |
| 巻数 | 発売日         | 収録話         | BD        | DVD限定版  | DVD通常版  | 限定版特典 |
| ---- | -------------- | -------------- | --------- | ---------- | ---------- | --- |
| 1    | 2013年9月27日  | 第1話 - 第2話  | KAXA-6601 | KABA-10161 | KABA-10166 | スペシャルドラマCD「アインツ家集合！ 家族の団欒CD」 新作ショートアニメ「ルビーちゃんのドキッ☆ブルマだらけの大反省会」 特製ブックレット「kaleid liner notes」 オーディオコメンタリー（大沼心・門脇舞以） 特製着せ替えクリアケース 特製デジパック 特製クラスカード「アーチャー」          |
| 2    | 2013年10月25日 | 第3話 - 第4話  | KAXA-6602 | KABA-10162 | KABA-10167 | 「Fate/kaleid liner プリズマ☆イリヤ マジカルフェスティバル」のチケット優先購入券 新作ショートアニメ「クイズ☆マジカルルビオネア」 特製ブックレット「kaleid liner notes」 オーディオコメンタリー（大沼心・名塚佳織） 特製着せ替えクリアケース 特製デジパック 特製クラスカード「ランサー」 |
| 3    | 2013年11月29日 | 第5話 - 第6話  | KAXA-6603 | KABA-10163 | KABA-10168 | 新作ショートアニメ「キロバトル」 特製ブックレット「kaleid liner notes」 オーディオコメンタリー（大沼心・植田佳奈） 特製着せ替えクリアケース 特製デジパック 特製クラスカード「アサシン」                                                                                                 |
| 4    | 2013年12月27日 | 第7話 - 第8話  | KAXA-6604 | KABA-10164 | KABA-10169 | 新作ショートアニメ「彼女たちの事情」 特製ブックレット「kaleid liner notes」 オーディオコメンタリー（伊藤静・植田佳奈） 特製着せ替えクリアケース 特製デジパック 特製クラスカード「キャスター」                                                                                           |
| 5    | 2014年1月31日  | 第9話 - 第10話 | KAXA-6605 | KABA-10165 | KABA-10170 | 新作ショートアニメ「脱衣戦争」 特製ブックレット「kaleid liner notes」 オーディオコメンタリー（高野直子・松来未祐・大沼心） 特製着せ替えクリアケース 特製デジパック 特製クラスカード「セイバー」                                                                                         |
| box  | 2016年2月26日  | 全10話＋OVA    | KAXA-9818 |            |            | ひろやまひろし描き下ろし三方背BOX＆牛島希描き下ろし2枚組みデジパック 特典ショートアニメ集 特製ブックレット「kaleid liner notes」コンプリートver. オーディオコメンタリー |

| 巻数 | 発売日         | 収録話         | 規格品番  | 規格品番   | 規格品番   | 限定版特典 |
| 巻数 | 発売日         | 収録話         | BD        | DVD限定版  | DVD通常版  | 限定版特典 |
| ---- | -------------- | -------------- | --------- | ---------- | ---------- | --- |
| 1    | 2014年9月26日  | 第1話 - 第2話  | KAXA-7131 | KABA-10270 | KABA-10275 | 原作カラー原稿画集「Prisma-illya/visual material」 新作ショートアニメ「ファーストブラ イリヤ編」 オーディオコメンタリー（門脇舞以、斎藤千和、高野直子） ノンテロップOP 牛島希描き下ろしデジパック＆クリアケース     |
| 2    | 2014年10月31日 | 第3話 - 第4話  | KAXA-7132 | KABA-10271 | KABA-10276 | 設定資料集「Pastel☆Collection! vol.1」 新作ショートアニメ「ファーストブラ 美遊編」 オーディオコメンタリー（門脇舞以、名塚佳織、松来未祐） ノンテロップED 牛島希描き下ろしデジパック                                 |
| 3    | 2014年11月28日 | 第5話 - 第6話  | KAXA-7133 | KABA-10272 | KABA-10277 | ドラマCD「桜の木の下に」 新作ショートアニメ「おねえちゃんの人肌治療」 オーディオコメンタリー（門脇舞以、斎藤千和、大原さやか） CM集 牛島希描き下ろしデジパック                                                      |
| 4    | 2014年12月26日 | 第7話 - 第8話  | KAXA-7134 | KABA-10273 | KABA-10278 | 豪華CD Webラジオ「イリヤとクロのプリズマ☆ナイト ツヴァイ！」出張版 新作ショートアニメ「小学生チャイナドレス」 オーディオコメンタリー（植田佳奈、伊藤静、生天目仁美） PV集①、エンドカード 牛島希描き下ろしデジパック |
| 5    | 2015年1月30日  | 第9話 - 第10話 | KAXA-7135 | KABA-10274 | KABA-10276 | 設定資料集「Pastel☆Collection! vol.2」 新作ショートアニメ「魔法少女プリズマ×××」 オーディオコメンタリー（門脇舞以、斎藤千和、名塚佳織） PV集②、エンドカード 牛島希描き下ろしデジパック                              |

| 巻数 | 発売日         | 収録話         | 規格品番  | 規格品番   | 規格品番   | 限定版特典 |
| 巻数 | 発売日         | 収録話         | BD        | DVD限定版  | DVD通常版  | 限定版特典 |
| ---- | -------------- | -------------- | --------- | ---------- | ---------- | --- |
| 1    | 2015年9月25日  | 第1話 - 第2話  | KAXA-7190 | KABA-10400 | KABA-10405 | 応援イラスト集「イリヤ’s バースデーアルバム」 新作ショートアニメ「ビースト、再び！」 オーディオコメンタリー（門脇舞以、名塚佳織、金子逸人） ノンテロップOP 牛島希描き下ろしデジパック                                                       |
| 2    | 2015年10月30日 | 第3話 - 第4話  | KAXA-7191 | KABA-10401 | KABA-10406 | マジカルパーティー【昼の部】 朗読劇「美遊・ラブズ・イリヤ」ドラマCD＆台本 新作ショートアニメ「無限の服製」 オーディオコメンタリー（門脇舞以、生天目仁美、金子逸人） ノンテロップED 牛島希描き下ろしデジパック                               |
| 3    | 2015年11月27日 | 第5話 - 第6話  | KAXA-7193 | KABA-10402 | KABA-10407 | マジカルパーティー【夜の部】 朗読劇「実演、魔力供給」ドラマCD＆台本 新作ショートアニメ「乙女よ闘志を抱け（前編）」 オーディオコメンタリー（門脇舞以、斎藤千和、金子逸人） PV集、エンドカード 牛島希描き下ろしデジパック                     |
| 4    | 2015年12月25日 | 第7話 - 第8話  | KAXA-7194 | KABA-10403 | KABA-10408 | Webラジオ「イリヤと美遊のプリズマ☆ナイト ツヴァイ ヘルツ！」出張版 新作ショートアニメ「乙女よ闘志を抱け（後編）」 オーディオコメンタリー（門脇舞以、小清水亜美、金子逸人） ノンテロップED2、番宣CM、エンドカード 牛島希描き下ろしデジパック |
| 5    | 2016年1月29日  | 第9話 - 第10話 | KAXA-7195 | KABA-10404 | KABA-10409 | 設定資料集「Prisma☆Assort!」 新作ショートアニメ「バゼットはじめてのアルバイト」 キャスト＆スタッフ オーディオコメンタリー“プリズマトーク!!!” （門脇舞以、遠藤綾、神保昌登、高橋賢） 発売告知CM、エンドカード 牛島希描き下ろしデジパック     |

| 巻数 | 発売日         | 収録話          | 規格品番  | 規格品番   | 規格品番  | 限定版特典 |
| 巻数 | 発売日         | 収録話          | BD        | DVD限定版  | DVD通常版 | 限定版特典 |
| ---- | -------------- | --------------- | --------- | ---------- | --------- | --- |
| 1    | 2016年9月30日  | 第1話 - 第2話   | KAXA-7411 | KABA-10489 |           | 新作ショートアニメ「小学生達の〇〇修行」＆複製台本 特製ブックレット『PRISMA ILLYA 3rei!! material』 オープニングアニメーション絵コンテ ノンテロップOP、エンドカード キャラクターデザイン平田和也描き下ろしデジパック        |
| 2    | 2016年10月28日 | 第3話 - 第4話   | KAXA-7412 | KABA-10490 |           | 新作ショートアニメ「実践サバイバル術」＆複製台本 特製ブックレット『PRISMA ILLYA 3rei!! material』 第1話「銀色に沈む街」アニメーション絵コンテ ノンテロップed、エンドカード キャラクターデザイン平田和也描き下ろしデジパック |
| 3    | 2016年11月25日 | 第5話 - 第6話   | KAXA-7413 | KABA-10491 |           | 新作ショートアニメ「着替えよ、さらば思い出さん」＆複製台本 特製ブックレット『PRISMA ILLYA 3rei!! material』 PV①、エンドカード キャラクターデザイン平田和也描き下ろしデジパック                                              |
| 4    | 2016年12月23日 | 第7話 - 第8話   | KAXA-7414 | KABA-10492 |           | 新作ショートアニメ「絶対負けるもんですか！」＆複製台本 特製ブックレット『PRISMA ILLYA 3rei!! material』 PV②、エンドカード キャラクターデザイン平田和也描き下ろしデジパック                                                  |
| 5    | 2017年1月27日  | 第9話 - 第10話  | KAXA-7415 | KABA-10493 |           | 新作ショートアニメ「エリカのねまき研究」＆複製台本 特製ブックレット『PRISMA ILLYA 3rei!! material』 PV③、ノンテロップED(第9話特殊ver.)、エンドカード キャラクターデザイン平田和也描き下ろしデジパック                       |
| 6    | 2017年2月24日  | 第11話 - 第12話 | KAXA-7416 | KABA-10494 |           | 新作ショートアニメ「ルビーの衛宮邸浴場観察録」＆複製台本 特製ブックレット『PRISMA ILLYA 3rei!! material』 CM集、ノンテロップED 2、エンドカード キャラクターデザイン平田和也描き下ろしデジパック                             |

| タイトル                                             | 発売日         | 規格品番                     | 規格品番  | 規格品番  | 規格品番   | 限定版特典 |
| タイトル                                             | 発売日         | タペストリー付きBD数量限定版 | BD限定版  | BD通常版  | DVD        | 限定版特典 |
| ---------------------------------------------------- | -------------- | ---------------------------- | --------- | --------- | ---------- | --- |
| 劇場版Fate/kaleid liner プリズマ☆イリヤ 雪下の誓い   | 2018年1月31日  | -                            | KAXA-7606 | KAXA-7607 | KABA-10606 | 原作者書き下ろし設定集「PRISMA material/petit」 劇場パンフレット縮刷版 キャストコメント映像（杉山紀彰、名塚佳織、門脇舞以） 新作ショートアニメ「黒桜の部屋」 キャラクターデザイン平田和也描きおろしデジパック 原作者ひろやまひろし描きおろしBOX |
| Fate/kaleid liner Prisma☆Illya プリズマ☆ファンタズム | 2019年11月27日 | -                            | KAXA-7811 | KAXA-7812 | KABA-10751 | 特製ブックレット 絵コンテ集 ドラマCD「正しいお風呂の入り方」 キャストオーディオコメンタリー （門脇舞以、名塚佳織、下屋則子、杉山紀彰、斎藤千和） キャラクターデザイン平田和也描きおろしデジパック 原作者ひろやまひろし描きおろしアウターケース  |
| Fate/kaleid liner Prisma☆Illya Licht 名前のない少女  | 2022年3月30日  | KAXA-8231                    | KAXA-8241 | KAXA-8242 | KABA-11111 | 特製ブックレット サウンドトラックCD 公開記念舞台挨拶中継映像 キャラクターデザイン平田和也描きおろしデジパック 原作者ひろやまひろし描きおろしBOX                                                                                                 |

### 映像特典
BD / DVD各巻に収録された、原作者ひろやまひろしによる完全監修の新作ショートアニメ。
| 巻数       | サブタイトル                                     | 脚本     | 絵コンテ | 演出     | 作画監督                                                             | 総作画監督 |
| 第1期      | 第1期                                            | 第1期    | 第1期    | 第1期    | 第1期                                                                | 第1期      |
| ---------- | ------------------------------------------------ | -------- | -------- | -------- | -------------------------------------------------------------------- | ---------- |
| 1          | ルビ〜ちゃんのドキッ★ ブルマだらけの大反省会〜!! | 湊未來   | 湊未來   | 井上圭介 | 氏家嘉宏                                                             |            |
| 2          | クイズ☆マジカルルビオネア                        | 湊未來   | 湊未來   | 井上圭介 | 氏家嘉宏                                                             |            |
| 3          | キロバトル                                       | 湊未來   | 湊未來   | 井上圭介 | 氏家嘉宏、野田めぐみ、平田和也                                       |            |
| 4          | 彼女たちの事情                                   | 湊未來   | 神保昌登 | 井上圭介 | 氏家嘉宏、野田めぐみ、平田和也                                       |            |
| 5          | 脱衣戦争                                         | 湊未來   | 湊未來   | 井上圭介 | 山吉一幸、平田和也                                                   |            |
| 第2期      |                                                  |          |          |          |                                                                      |            |
| 1          | ファーストブラ イリヤ編                          | 井上堅二 | 湊未來   | 湊未來   | 野田めぐみ                                                           |            |
| 2          | ファーストブラ 美遊編                            | 井上堅二 | 笹原嘉文 | 笹原嘉文 | 澤入祐樹、佐藤香織、野田めぐみ 山吉一幸、氏家嘉宏、平田和也          |            |
| 3          | おねえちゃんの人肌治療                           | 水瀬葉月 | 笹原嘉文 | 高橋賢   | 出野喜則、野田めぐみ、氏家嘉宏 山吉一幸、澤入祐樹、平田和也 佐藤香織 |            |
| 4          | 小学生チャイナドレス                             | 水瀬葉月 | 湊未來   | 湊未來   | 山吉一幸、出野喜則、平田和也 野田めぐみ、澤入祐樹                    |            |
| 5          | 魔法少女プリズマ×××                              | 水瀬葉月 | 高橋賢   | 高橋賢   | 平田和也、澤入祐樹、佐藤香織 氏家嘉宏、出野喜則                      |            |
| 第3期      |                                                  |          |          |          |                                                                      |            |
| 1          | ビースト、再び！                                 | 水瀬葉月 | 湊未來   | 井上圭介 | 古谷梨絵、澤入祐樹 平田和也、出野喜則                                |            |
| 2          | 無限の服製                                       | 井上堅二 | 湊未來   | 井上圭介 | 山吉一幸、澤入祐樹、古谷梨絵                                         |            |
| 3          | 乙女よ闘志を抱け（前編）                         | 井上堅二 | 湊未來   | 井上圭介 | 古谷梨絵、佐藤香織、出野喜則 山吉一幸、平田和也                      |            |
| 4          | 乙女よ闘志を抱け（後編）                         | 水瀬葉月 | 湊未來   | 井上圭介 | 平田和也、古谷梨絵、佐藤香織 澤入祐樹、山吉一幸、久松沙紀            |            |
| 5          | バゼットはじめてのアルバイト                     | 水瀬葉月 | 高橋賢   | 高橋賢   | 平田和也、古谷梨絵 佐藤香織、山吉一幸                                |            |
| 第4期      |                                                  |          |          |          |                                                                      |            |
| 1          | 小学生達の○○修行                                 | 水瀬葉月 | 湊未來   | 井上圭介 | 八代きみこ                                                           | 平田和也   |
| 2          | 実践サバイバル術                                 | 井上堅二 | 湊未來   | 井上圭介 | 木下由美子                                                           | 平田和也   |
| 3          | 着替えよ、さらば思い出さん                       | 水瀬葉月 | 湊未來   | 井上圭介 | 細田沙織                                                             | 平田和也   |
| 4          | 絶対負けるもんですか！                           | 井上堅二 | 井上圭介 | 井上圭介 | 細田沙織                                                             |            |
| 5          | エリカのねまき研究                               | 水瀬葉月 | 大沼心   | 大沼心   | 若山政志、細田沙織                                                   | 平田和也   |
| 6          | ルビーの衛宮邸浴場観察録                         | 井上堅二 | 大沼心   | 大沼心   | 平田和也                                                             | 平田和也   |
| その他     |                                                  |          |          |          |                                                                      |            |
| 雪下の誓い | 黒桜の部屋                                       | 井上堅二 | 湊未来   | 湊未来   | 山吉一幸、澤入祐樹                                                   | 平田和也   |

### CD
TVアニメ『Fate/kaleid liner プリズマ☆イリヤ』オリジナルサウンドトラック（LACA-9309）
2013年9月25日にLantisから発売。テレビアニメ版1期で使用されたBGMや主題歌・挿入歌を収録したサウンドトラック。なお、本作で使用されているBGMは全て「少女」から始まるタイトルになっている。
TVアニメ『Fate/kaleid liner プリズマ☆イリヤ』キャラソンミニアルバム「Prisma☆Musica」（LACA-15349）
2013年10月23日にLantisから発売。キャラクターソングアルバム。
1. プリズム☆シャイニーデイ
  - 歌 - イリヤスフィール・フォン・アインツベルン（CV.門脇舞以） / 作詞 - 真崎エリカ / 作曲・編曲 - 矢鴇つかさ

2. Fragment Hope
  - 歌 - 美遊（CV.名塚佳織） / 作詞 - 真崎エリカ / 作曲・編曲 - fandelmale

3. SURGE MY FLAME
  - 歌 - 遠坂凛（CV.植田佳奈） / 作詞 - 真崎エリカ / 作曲・編曲 - 五条下位

4. まどろみの紅茶
  - 歌 - ルヴィアゼリッタ・エーデルフェルト（CV.伊藤静） / 作詞 - 真崎エリカ / 作曲 - 原田篤  / 編曲 - 酒井拓也

5. カレイドパワー・メイクアップ
  - 歌 - マジカルルビー（CV.高野直子） ＆マジカルサファイア（CV.松来未祐） / 作詞 - 真崎エリカ / 作曲・編曲 - 西添健

TVアニメ『Fate/kaleid liner プリズマ☆イリヤ ツヴァイ！』キャラクターソング Prisma☆Love Parade Vol.1（LACA-14286）
2014年10月29日にLantisから発売。
1. PARALLEL CONTRAST
  - 歌 - イリヤスフィール・フォン・アインツベルン（CV.門脇舞以） ＆クロエ・フォン・アインツベルン（CV.斎藤千和） / 作詞 - 松井洋平 / 作曲・編曲 - 中土智博

2. インフィナイト★サプライズ
  - 歌 - マジカルルビー（CV.高野直子） ＆マジカルサファイア（CV.松来未祐） / 作詞 - 松井洋平 / 作曲 - 石井亮輔  / 編曲 - 龍田洪

3. PARALLEL CONTRAST (Off Vocal)
4. インフィナイト★サプライズ (Off Vocal)

TVアニメ『Fate/kaleid liner プリズマ☆イリヤ ツヴァイ！』キャラクターソング Prisma☆Love Parade Vol.2（LACA-14287）
2014年12月24日にLantisから発売。
1. RESONATING VOICE
  - 歌 - イリヤスフィール・フォン・アインツベルン（CV.門脇舞以） ＆美遊・エーデルフェルト（CV.名塚佳織）

2. TIGER JET SING!
  - 歌 - 藤村大河（CV.伊藤美紀）

3. RESONATING VOICE (Off Vocal)
4. TIGER JET SING! (Off Vocal)

TVアニメ『Fate/kaleid liner プリズマ☆イリヤ ツヴァイ！』キャラクターソング Prisma☆Love Parade Vol.3（LACA-14288）
2015年1月28日にLantisから発売。
1. RED×BLUE JEWEL-PHONIC
  - 歌 - 遠坂凛（CV.植田佳奈） ＆ルヴィアゼリッタ・エーデルフェルト（CV.伊藤静）

2. “MAID” IN HEAVEN
  - 歌 - セラ（CV.七緒はるひ） ＆リーゼリット（CV.宮川美保）

3. RED×BLUE JEWEL-PHONIC (Off Vocal)
4. “MAID” IN HEAVEN (Off Vocal)

TVアニメ『Fate/kaleid liner プリズマ☆イリヤ ツヴァイ！』『Fate/kaleid liner プリズマ☆イリヤ ツヴァイ ヘルツ！』オリジナルサウンドトラック「ツヴァイ デ プレッツェ」（LACA-9428）
2015年10月7日にLantisから発売。テレビアニメ版2期、3期で使用されたBGMや主題歌を収録したサウンドトラック。

TVアニメ『Fate/kaleid liner プリズマ☆イリヤ ドライ！！』オリジナルサウンドトラック「Elektronische Musik für ILLYA」（LACA-9473）
2016年10月12日にLantisから発売。テレビアニメ版4期で使用されたBGMや主題歌を収録したサウンドトラック。
劇場版アニメ『Fate/kaleid liner プリズマ☆イリヤ 雪下の誓い』オリジナルサウンドトラック（LACA-15662）
2017年8月26日にLantisから発売。劇場版「Fate/kaleid liner プリズマ☆イリヤ 雪下の誓い」で使用された楽曲を収録したサウンドトラック。
OVA『Fate／kaleid liner Prisma☆Illya プリズマ☆ファンタズム』音楽集」（LACM-14873）
2019年6月12日にLantisから発売。OVA「プリズマ☆ファンタズム」で使用された主題歌やメインテーマ2曲を収録したトラック。
1. カレイド☆フェスティバル！
  - 作詞：松井洋平　作曲・編曲：矢鴇つかさ（Arte Refact）　
  - 歌：穂群原学園小等部のみんな（イリヤスフィール・フォン・アインツベルン（CV.門脇舞以）、美遊・エーデルフェルト（CV.名塚佳織）、クロエ・フォン・アインツベルン（CV.斎藤千和）、桂美々（CV.佐藤聡美）、嶽間沢龍子（CV.加藤英美里）、栗原雀花（CV.伊藤かな恵）、森山那奈亀 （CV.伊瀬茉莉也） ）

2. アフタースクール・ルート
  - 作詞：松井洋平、作曲：本多友紀（Arte Refact）、編曲：脇眞富（Arte Refact）
  - 歌唱：イリヤスフィール・フォン・アインツベルン（CV.門脇舞以）、美遊・エーデルフェルト（CV.名塚佳織）、クロエ・フォン・アインツベルン（CV.斎藤千和）

3. ファンタジックワールド
4. プリズマ・デイズ
5. カレイド☆フェスティバル！（Instrumental）
6. アフタースクール・ルート（Instrumental）

### Webラジオ
2013年6月26日より隔週水曜日で、本作アニメ版とタイアップするWEBラジオコンテンツ『Fate/kaleid liner イリヤと凛のプリズマナイト！』が音泉より配信。全16回。パーソナリティは門脇舞以（イリヤ 役） と植田佳奈（遠坂凛 役）。なお一部コーナーはブリドカットセーラ恵美（ムサシ 役）と佐土原かおり（イオリ 役）が担当。
「プリズマナイト」はアニメ第1期放送終了に準じて2014年2月5日に配信終了したが、既にアニメ第2期の制作が発表されていた事もあり、ラジオも第2期が配信される事が発表されていた。そしてアニメ第2期放送開始に合わせ、2014年6月25日に『Fate/kaleid liner イリヤとクロのプリズマナイト！ ツヴァイ！』と改題して新シリーズが配信。全8回。パーソナリティは門脇舞以と、「ツヴァイ」から出演の斎藤千和（クロ 役）。また一部コーナーはアニメ第2期のED曲を歌う幸田夢波が担当。
「ツヴァイ！」のアニメ終了に伴い10月1日で配信が終了したが、第2期の続編が発表されていたこともあり、10月29日から月1回最終水曜で『Fate/kaleid liner イリヤと凛のプリズマナイト ツヴァイ ヘルツ！』と改題して2015年5月まで配信された。全8回。パーソナリティーは門脇舞以と、植田佳奈。一部コーナーは引き続き幸田夢波が担当。
2015年6月10日より、同年7月から放送のアニメ「ツヴァイ　ヘルツ！」に先駆け、隔週水曜日で『Fate/kaleid liner イリヤと美遊のプリズマ☆ナイト ツヴァイ ヘルツ！』が配信。全10回。パーソナリティーは門脇舞以と、名塚佳織（美遊 役）。一部コーナーは引き続き幸田夢波が担当。

#### コーナー
プリズマ☆ドラマ
オープニングで流されるミニドラマ。シナリオも募集している。
ふつおた
モノノ☆ツブヤキ
「身近にあるものがもし呟いたら」といった内容を紹介する。由来は喋るステッキであるルビー＆サファイヤ。
わたしたちの下僕になりなさい！
毎回パーソナリティが発した命令をリスナーが実行し、その報告を紹介する。その中で最も印象に残ったリスナーは「プリズマ☆ゲボク」となり、プレゼントが贈られる。由来は凛とイリヤの奴隷契約。
勝手にマジカル☆ブシドー
作中作「マジカル☆ブシドームサシ」の各話サブタイトルを募集・決定し、作品のストーリーラインを作っていく。本編終了後、このコーナーのみパーソナリティがブリドカットと佐土原に代わる。

#### 配信日程
| 配信回 | 配信日         | ゲスト           |
| 第1期  | 第1期          | 第1期            |
| ------ | -------------- | ---------------- |
| 第1回  | 2013年06月26日 |                  |
| 第2回  | 2013年07月10日 |                  |
| 第3回  | 2013年07月24日 |                  |
| 第4回  | 2013年08月07日 | 伊藤静           |
| 第5回  | 2013年08月21日 | 高野直子         |
| 第6回  | 2013年09月05日 | 名塚佳織         |
| 第7回  | 2013年09月19日 |                  |
| 第8回  | 2013年10月02日 |                  |
| 第9回  | 2013年10月16日 | 松来未祐         |
| 第10回 | 2013年10月30日 |                  |
| 第11回 | 2013年11月20日 |                  |
| 第12回 | 2013年12月04日 | 宮川美保         |
| 第13回 | 2013年12月18日 | 寺田はるひ       |
| 第14回 | 2014年01月08日 |                  |
| 第15回 | 2014年01月22日 |                  |
| 第16回 | 2014年02月05日 |                  |
| 第2期  |                |                  |
| 第1回  | 2014年06月25日 |                  |
| 第2回  | 2014年07月09日 |                  |
| 第3回  | 2014年07月23日 |                  |
| 第4回  | 2014年08月06日 | 栗林みな実       |
| 第5回  | 2014年08月20日 |                  |
| 第6回  | 2014年09月03日 | 名塚佳織         |
| 第7回  | 2014年09月17日 | 植田佳奈         |
| 第8回  | 2014年10月01日 |                  |
| 第3期  |                |                  |
| 第1回  | 2014年10月29日 |                  |
| 第2回  | 2014年11月26日 | 高野直子         |
| 第3回  | 2014年12月24日 | 伊藤美紀         |
| 第4回  | 2015年01月28日 | 伊藤静           |
| 第5回  | 2015年02月25日 | 大沼心・金子逸人 |
| 第6回  | 2015年03月25日 | 松来未祐         |
| 第7回  | 2015年04月29日 | 七緒はるひ       |
| 第8回  | 2015年05月27日 | 宮川美保         |
| 第4期  |                |                  |
| 第1回  | 2015年06月10日 |                  |
| 第2回  | 2015年06月24日 |                  |
| 第3回  | 2015年07月08日 |                  |
| 第4回  | 2015年07月22日 | 杉山紀彰         |
| 第5回  | 2015年08月05日 | 生天目仁美       |
| 第6回  | 2015年08月19日 | 斎藤千和         |
| 第7回  | 2015年09月02日 |                  |
| 第8回  | 2015年09月16日 | 小清水亜美       |
| 第9回  | 2015年10月07日 | 遠藤綾           |
| 第10回 | 2015年10月21日 |                  |

#### ゲスト
- 伊藤静（ルヴィアゼリッタ・エーデルフェルト 役：第1期第4回, 第3期第4回）
- 高野直子（マジカルルビー 役：第1期第5回, 第3期第2回）
- 名塚佳織（美遊・エーデルフェルト 役：第1期第6回, 第2期第6回）
- 松来未祐（マジカルサファイア 役：第1期第9回, 第3期第6回）
- 宮川美保（リーゼリット 役：第1期第12回, 第3期第8回）
- 七緒はるひ（セラ 役：第1期第13回, 第3期第7回）
- 栗林みな実（アニメ2期OP曲 歌唱：第2期第4回）
- 植田佳奈（遠坂凛 役：第2期第7回）
- 伊藤美紀（藤村大河 役：第3期第3回）
- 大沼心（アニメ総監督：第3期第5回）
- 金子逸人（アニメプロデューサー：第3期第5回）
- 杉山紀彰（衛宮士郎 役：第4期第4回）
- 生天目仁美（バゼット・フラガ・マクレミッツ 役：第4期第5回）
- 斎藤千和（クロエ・フォン・アインツベルン 役：第4期第6回）
- 小清水亜美（カレン・オルテンシア 役：第4期第8回）
- 遠藤綾（金髪の少年 役：第4期第9回）

#### DJCD
発売・販売はタブリエ・コミュニケーションズ。
ラジオCD「Fatekaleid liner　イリヤと凛のプリズマ☆ナイト！」Vol.1
2013年11月20日発売。CD2枚組。本番組の第1回から第8回までと、新規音源を収録。公式ショップでの購入特典として、オリジナル「クラスカード」が付属する。
ラジオCD「Fate/kaleid liner イリヤと凛のプリズマ☆ナイト！」Vol.2
2014年9月24日発売。CD2枚組。本番組の第9回から第16回までと、杉山紀彰（衛宮士郎 役）をゲストに迎えた新規音源を収録。
ラジオCD「Fate/kaleid liner イリヤとクロのプリズマ☆ナイト ツヴァイ！」
2015年1月28日発売。CD2枚組。本番組全8回と生天目仁美（バゼット・フラガ・マクレミッツ 役）をゲストに迎えた新規音源を収録。
ラジオCD「Fate/kaleid liner イリヤと凛のプリズマ☆ナイト ツヴァイ ヘルツ！」
2015年7月29日発売。CD2枚組。本番組全8回と名塚佳織（美遊・エーデルフェルト 役）をゲストに迎えた新規音源を収録。
ラジオCD「Fate/kaleid liner イリヤと美遊のプリズマ☆ナイト ツヴァイ ヘルツ！」
2016年08月13日発売。CD2枚組。本編全8回とイリヤか美遊どちらかとのデートプランの新規音源を収録。

## ノベライズ版
角川スニーカー文庫（角川書店）レーベルより発売。著者は伊藤ヒロ。イラストは口絵・表紙はSILVER LINK.が担当し、挿絵はbun150が担当。全2巻。TVアニメに忠実だが、原作やアニメより小説独自のシーンや解説が描かれている部分がある。設定とバトルシーンを中心に、執筆協力として第1巻に森瀬繚 が、第2巻に田中桂と天野雄矢 が携わっている。
1. ISBN 978-4-04-100934-5（2013年8月1日初版発行）
2. ISBN 978-4-04-101025-9（2013年9月28日初版発行）

## イベント
ライブ型イベント『Fate/kaleid liner プリズマ☆イリヤ マジカルフェスティバル』のタイトルで、2014年4月13日16時30分より日比谷公会堂で開催された。チケットの販売はイープラス。出演者は門脇舞以、名塚佳織、高野直子、杉山紀彰、ChouCho、StylipS。

## ゲーム
Fate/kaleid liner プリズマ☆イリヤ
2014年7月31日にニンテンドー3DS専用ゲームソフトとしてが角川ゲームスから発売された。企画・制作は角川書店。ジャンルは「魔法少女バトルアクション」。限定版も同時発売。ストーリーモードはテレビアニメ第1期の後日談として展開される。オリジナル要素として、原作アニメ共に未登場だった黒化英霊のアーチャーとランサーが、原作者による描き下ろしデザインで登場する。
限定版特典は、デフォルメフィギュア“ミニッチュ”、オリジナルラジオCD、特製クラスカード「ライダー」。
Fate/Grand Order
コラボレーションイベント『魔法少女紀行 〜プリズマ・コーズ〜』にて、イリヤがキャスター、クロエがアーチャーのサーヴァントとして実装されている。
2019年のイベント復刻時には、美遊がキャスターのサーヴァントとして追加登場している。